# ダンガンロンパシリーズ
ダンガンロンパシリーズは、スパイク・チュンソフト（旧：スパイク）より開発・発売されているコンピュータゲームのシリーズ。通称『ダンロン』。もしくは『ダガロン』。

## 概要
主に携帯型ゲーム機をプラットフォームとしたシリーズで、現在シリーズ本編が3作、外伝作品が1作発売されており、他に他媒体で関連作品が多数販売・公開されている。
シリーズの主軸となるナンバリング作品はミステリー・推理要素が中心のアクション要素を含んだアドベンチャーゲームで、公式ではジャンルを「ハイスピード推理アクション」と命名している。現在までに発売されている2作共に、「超高校級」と呼ばれる各々類稀な才能を持つ個性的な生徒たちが、「コロシアイ」と呼ばれる極限生活を強制され、その結果他の生徒の誰かを殺してしまった真犯人の生徒を「学級裁判」と呼ばれる議論と投票で暴き、殺人で殺された生徒・殺人を暴かれ「おしおき」と称して処刑された生徒を失いながらゲームが進行していく。物語を読み進めるアドベンチャーゲーム要素のほかに、学級裁判で他の生徒と議論する際にアクションゲーム要素が挿入されている。
タイトルの『ダンガンロンパ』は『弾丸論破』とされ、この漢字表記を名称に用いた公認グッズも存在する。
シリーズのマスコットキャラクターとして、左右半身が白黒に塗られたクマのキャラクター「モノクマ」がいる。各ゲーム作品に共通して、寺澤善徳（プロデュース）、小高和剛（シナリオ）、小松崎類（キャラクターデザイン）がスタッフとして関与している。

## シリーズ一覧

### コンシューマーゲーム
ダンガンロンパ 希望の学園と絶望の高校生 - （PlayStation Portable：2010年11月25日発売 / PC（Steam）：2016年2月18日発売）
第1作。以下『1』と記載。テーマは「サイコポップ」。
希望ヶ峰学園を舞台としたシリーズの1作目であり、主人公・苗木誠の視点で「コロシアイ学園生活」を強制された生徒たちを描く。
PC版はSteamで英題『Danganronpa: Trigger Happy Havoc』として配信され、当初はテキストが英語のみで音声のみ英語・日本語対応、対応OSがWindowsとMac OS Xのみだったが、2016年2月23日のアップデートでLinuxに対応し、2016年8月5日のアップデートでテキストの日本語・中国語（繁体字）表示に対応した。後述の『1・2 Reload』と同様、グラフィックがHD化されている他、追加要素として『2』のアイランドモードにあたる「スクールモード」が実装されている。
スーパーダンガンロンパ2 さよなら絶望学園 - （PlayStation Portable：2012年7月26日発売 / PC（Steam）：2016年4月19日発売）
『1』の直接の続編。以下『2』と記載。テーマは「サイコトロピカル」。
主人公・日向創の視点で「コロシアイ修学旅行」を強制された生徒たちを描く。
PC版はSteamで英題『Danganronpa 2: Goodbye Despair』として配信され（Windows・Mac OS X・Linux対応）、当初はテキストが英語のみで音声のみ英語・日本語対応だったが、2016年8月5日のアップデートでテキストの日本語・中国語（繁体字）表示に対応した。後述の『1・2 Reload』と同様、グラフィックがHD化されている。
ダンガンロンパ1・2 Reload - （PlayStation Vita：2013年10月10日発売 / PlayStation 4：2017年5月18日発売）
『1』および『2』のカップリング移植作品。移植に際しグラフィックがHD化されている他、『1』には追加要素として『2』のアイランドモードにあたる「スクールモード」が実装されている。
PS Vita版の売上本数は、初週売上が7万本、累計売上が12万本（2014年5月1日現在）を記録している。
絶対絶望少女 ダンガンロンパ Another Episode - （PlayStation Vita：2014年9月25日発売 / PlayStation 4・PC（Steam）：2017年6月29日発売）
本編シリーズのスピンオフタイトルとして発売されたアクションアドベンチャーゲーム。テーマは「サイコポップホラー」。
時間軸は『1』と『2』の間の物語であり、この作品では学園の外の世界を舞台としており2人の女子高生が絶望に立ち向かう物語である。主人公となるのは『1』の主人公であった苗木誠の妹・苗木こまる。
PC版はSteamで英題『Danganronpa Another Episode: Ultra Despair Girls』として配信され、音声は英語・日本語、テキストは英語・日本語・中国語（繁体字）・韓国語に対応している。配信当初の対応OSはWindowsのみ。
サイバーダンガンロンパVR 学級裁判 - （PlayStation VR：2016年10月13日配信（デモ））
プレイステーションVR対応のデモ作品。『1』での裁判の一部を簡略化したものを、裁判場にいる苗木誠の視点で体験できる。
裁判は途中で中断され、その後はモノクマによる「おしおき」をプレイヤー自身の視点で実体験できる。
霧切草 - （PC（Windows）：2016年11月25日限定発売）
アニメ『ダンガンロンパ3 -The End of 希望ヶ峰学園-』のBlu-ray BOX III 初回生産限定版の特典として同梱されたサウンドノベルゲーム。詳細は後述。
ニューダンガンロンパV3 みんなのコロシアイ新学期 - （PlayStation 4・PlayStation Vita：2017年1月12日発売 / PC（Steam）：2017年9月26日発売）
2017年1月時点におけるシリーズ最新作。テーマは「サイコクール」。
世界設定を一新し、舞台を「才囚学園」へ移した作品。
PC版はSteamで英題『Danganronpa V3: Killing Harmony』として配信され、音声は英語・日本語、テキストは英語・フランス語・日本語・中国語（繁体字＆簡体字）に対応している。配信当初の対応OSはWindowsのみ。
ダンガンロンパ トリロジーパック + ハッピーダンガンロンパS 超高校級の南国サイコロ合宿 - （Nintendo Switch：2021年11月4日発売）

『1』『2』『V3』のAnniversary Editionに加えて『V3』のミニゲームを発展させた新作ボードゲーム『ハッピーダンガンロンパS 超高校級の南国サイコロ合宿』を加えたコレクション作品。
ダウンロード版はそれぞれ単品での販売。
『1・2 Reload』にて追加された「ダンガンハイスクール」や『Anniversary Edition』にて追加された「シンミツギャラリー」「キャラクターギャラリー」「アルティメットギャラリー」も収録されている。

### アプリゲーム
ダンガンロンパ 希望の学園と絶望の高校生 Anniversary Edition
『1』のスマートフォン用アプリゲームへの移植版。2020年5月21日より配信開始。1960円で販売中でアプリ内課金の無い買い切りとなっている。
今作は移植にあたりタッチ操作に最適化されている。
『ダンガンロンパ 1・2 Reload』にて追加された「ダンガンハイスクール」も収録。また、新たに「シンミツギャラリー」「キャラクターギャラリー」「アルティメットギャラリー」が追加収録されている。
以下の4作品はいずれも配信を終了している。
ダンガンロンパ モノクマの逆襲
スマートフォン用アプリゲーム。Android版は2012年4月27日、iOS版は2012年5月23日より配信開始。4種類のミニゲームを収録した無料ゲームアプリ。
「ピッチングマシーンで撃ち落せ！」「全開、よろしく！」「閃き補習」「ギリギリロケット」を収録。
いずれのミニゲームも、ある程度進めると「絶望宣言！」という表示と共に情け容赦の無い難易度となるため、実質上普通にクリアできるようなゲームになっていない。
2017年8月25日をもって配信終了。
アルターエゴ for ダンガンロンパ
スマートフォン用アプリゲーム。Android版は2012年4月27日、iOS版が2012年5月23日より配信開始。シリーズの登場キャラクター「アルターエゴ」との会話を中心としたツールアプリ。
そのほかスケジュール管理、時刻の読み上げ、『1』の紹介・キャラクターとの相性診断などを収録している。
2017年8月25日をもって配信終了。
ダンガンロンパ 希望の学園と絶望の高校生
『1』本編のスマートフォン用アプリゲームへの移植版。iOS版は2012年8月21日、Android版は2012年8月27日より配信開始。内容は基本的に廉価版に準拠し、本編1章が無料となっている。また、ミニゲームの操作方法などが一部変更されている。
2015年に配信終了。
ダンガンロンパ Unlimited Battle
スマートフォン用ソーシャルゲームアプリ。Android版は2015年4月17日、iOS版が2015年1月8日より配信開始。
ジャンルは「3D協力アクション」。簡単操作の「ひっぱりアクション」となっており、『ダンガンロンパ1・2 Reload』から超高校級の生徒たちが低頭身にアレンジされて登場する。イベントオリジナルストーリーも収録。
2015年11月13日に運営終了。

## 小説
ダンガンロンパ/ゼロ

シリーズのシナリオライターである小高和剛による小説。時系列は『1』より前に位置し、また『2』への伏線も張られた内容となっている。
レーベルは星海社FICTIONS。作中のイラストは、シリーズキャラクターデザインの小松崎類が担当している。星海社が運営するウェブサイト『最前線』で連載されたものであり、現在も上巻分のテキストが無料公開されている。
- ダンガンロンパ/ゼロ (上) 2011年9月15日発売 ISBN 978-4-06138-812-3
- ダンガンロンパ/ゼロ (下) 2011年10月13日発売 ISBN 978-4-06138-815-4

ダンガンロンパ霧切
「城」シリーズなどで知られる推理作家、北山猛邦による小説。『1』の前日談であり、小説オリジナルキャラクター・五月雨結の視点で描かれた、同作品の登場人物・霧切響子の中学生時代をヒロインにした番外編である。全7巻。
レーベルは星海社FICTIONS。作中の挿絵イラストはシリーズキャラクターデザインの小松崎類が担当している。
- ダンガンロンパ霧切 1 2013年9月13日発売 ISBN 978-4-06-138875-8
- ダンガンロンパ霧切 2 2013年11月29日発売 ISBN 978-4-06-138885-7
- ダンガンロンパ霧切 3 2014年11月28日発売 ISBN 978-4-06-139906-8
- ダンガンロンパ霧切 4 2015年12月26日発売 ISBN 978-4-06-139930-3
- ダンガンロンパ霧切 5 2017年3月15日発売 ISBN 978-4-06-139960-0
- ダンガンロンパ霧切 6 2018年2月17日発売 ISBN 978-4-06-511150-5
- ダンガンロンパ霧切 7 2020年6月17日発売 ISBN 978-4-06-517533-0

ダンガンロンパ十神
「鏡家サーガ」などで知られる作家、佐藤友哉による小説。『1』や『2』より前の時系列で、同作の登場人物・十神白夜を主人公とし、小説オリジナルキャラクターである十神の書記『青インク』の視点で描いている。
レーベルは星海社FICTIONS。表紙イラストは上中巻を高河ゆん、下巻をしまどりるが担当している。
- ダンガンロンパ十神 (上) 世界征服未遂常習犯  2015年11月27日発売 ISBN 978-4-06-139926-6
- ダンガンロンパ十神 (中) 希望ヶ峰学園VS.絶望ハイスクール 2016年4月16日発売 ISBN 978-4-06-139936-5
- ダンガンロンパ十神 (下) 十神の名にかけて 2017年2月15日発売 ISBN 978-4-06-139953-2

## アニメ

### ダンガンロンパ 希望の学園と絶望の高校生 The Animation
2013年7月から9月までアニメイズム枠にて放送された。ゲーム第1作『ダンガンロンパ 希望の学園と絶望の高校生』のアニメ化作品。

### ダンガンロンパ3 -The End of 希望ヶ峰学園-
『ダンガンロンパ3 -The End of 希望ヶ峰学園-』（ダンガンロンパスリー ジ・エンド・オブ・きぼうがみねがくえん）は、ゲーム第一作「ダンガンロンパ 希望の学園と絶望の高校生」、および第二作「スーパーダンガンロンパ2 さよなら絶望学園」の続編として制作されたテレビアニメ作品。未来編と絶望編の2部作構成で製作された。当初、未来編のみ2016年7月より放送予定と発表されたが、のちに絶望編も同年7月よりTOKYO MX、BS11、AT-Xにて放送と発表。「二つのシリーズを同時期に、同時進行させる」ということとなった。アニメ制作発表当時、小高和剛は本作について「アニメでしか出来ない仕掛けを使っているので、アニメで最新作をやるのは必然的」と発言、岸も「普通のアニメではやらないようなことをやっている」と本作の特色を話しており、これはその仕掛けの一つと言える。本作はモノクマの声が大山のぶ代からTARAKOに交替後初めてのアニメ作品となる。
舞台となる世界を一新した『ニューダンガンロンパV3 みんなのコロシアイ新学期』に対し、ゲーム第1作から続いた「私立希望ヶ峰学園」を舞台とした物語の完結編 として『スーパーダンガンロンパ2 さよなら絶望学園』のその後を描く完全オリジナルストーリーとなる。ゲーム版開発チームも制作に参加し、設定などを取り込んだうえでダンガンロンパシリーズの完全なナンバリングタイトルとして制作される。小高によると「まったく別の2つの3」 としている。
小高はシナリオ原案だけでなく総指揮としても制作に携わり、『ダンガンロンパ 希望の学園と絶望の高校生 THE ANIMATION』や『絶対絶望少女 ダンガンロンパ Another Episode アニメパート』で監督を務めた岸誠二が総監督として指揮を執る。また、Lercheがアニメーション制作を行うため、第1作アニメ版の制作体制を踏襲する形となっている。この他、『がっこうぐらし!』の原作者でありLerche制作によるアニメ版のシリーズ構成も務めた海法紀光が、本作でもシリーズ構成に起用されている。
未来編と絶望編はそれぞれ独立した話数も振られているが、総話数としては両編が計上されたものとなっている（未来編1話が総話数1話、絶望編1話が総話数2話、未来編2話が総話数3話といった形）。小高は絶対に交互に観ることを薦めている。
2016年9月29日に、未来編と絶望編の完結編となる「希望編」を放送（シルエットには、苗木誠と日向の2人が映し出されている）。
2018年7月から8月にかけて、『ダンガンロンパ3 THE STAGE2018〜The End of 希望ヶ峰学園〜』のタイトルで舞台版が上演。

#### あらすじ

##### 未来編
第一作『ダンガンロンパ』の主人公である「超高校級の『幸運』」苗木誠らは、『スーパーダンガンロンパ2』において「超高校級の『絶望』」江ノ島盾子の手によって「絶望の残党」に堕ちた希望ヶ峰学園の77期生である15人の生徒を救い出そうと、独断で彼らを南洋の孤島「ジャバウォック島」に連れ出し、バーチャルリアリティーでの疑似体験によって人格の改善を行う更生プログラム「新世界プログラム」を受けさせた。人工知能「アルターエゴ」としてプログラム内に侵入した江ノ島盾子の妨害によりプログラムは「コロシアイ」を目的とした世界に変貌するが、生き残った77期生たちと協力して江ノ島を打ち破った苗木たちは、プログラムを脱した77期生たちを孤島に残して帰還した。しかし苗木たちが所属する、元・希望ヶ峰学園の関係者や生徒（OB・OG）たちを各支部の幹部に据え世界再生を目的とした組織「未来機関」はこの事態を重く考え、各支部の支部長たちは苗木を重罪人として処刑するかどうかを論議するために、機関が所有する地図に記載されていない洋上の極秘施設に集まった。
支部長たちは苗木の処遇について過激派、穏健派、中立派に分かれたが、その最中に突如苗木たちのいる施設が爆撃を受け、全ての入り口が完全に封鎖されてしまった。警備などで少数配置されていた未来機関の一般構成員も全員殺されており、未来機関の幹部たちと苗木は極秘施設で完全に孤立してしまう。非常事態に張り詰める未来機関メンバーの前に、完全に滅されたはずの江ノ島盾子の化身、モノクマが映像で新たな「コロシアイ」の開催を告げる。一同の中に紛れている「裏切り者」を殺さない限り、毎晩1人が殺されていくという新たなルールで、希望の象徴たる未来機関同士の命を懸けたデスゲームが再び始まった。
行動を制限するNG行動が出されるバングルを腕にはめられながら、裏切り者を特定しようとするメンバーたちだったが、襲撃者を確定できないまま、時間ばかりが過ぎ、仲間の死体が増えてゆく。ルールの存在しないコロシアイゲーム、それぞれの思惑が交錯し事態は緊迫する一方であった。自分の行動は全て無駄なのかと苦悩する苗木だったが、絶望的状況でも決して諦めない仲間たちの勇気によって自分を奮い立たせ、自分の手でゲームを壊すことを決める。月光ヶ原（モナカ）の協力によって外部とのアクセスを成功させたが、同じ生き残りの十神から、コロシアイが全世界に中継されていないこと、宗方が密かに治安維持部隊をジャバウォック島に差し向けたことが発覚する。速やかに施設内から脱出しようとするが、塔和シティの調査へ向かった妹・こまるたちとの通信によって「『コロシアイ学園生活』から生き残った78期生の誰かが死亡する」という新事実を告げられる。
苗木たちを救出するため、極秘施設へ侵入を試みた十神たちだったが、罠が発動し施設が崩落してしまう。さらには、生き残りメンバーも次々と命を落としていき、最悪の事態に陥っていく。そんな中、霧切は自分たちが他者の介入を阻むため、極秘施設ではなくその施設と同じ構造でカムフラージュされた海中施設に移送されていたことを暴く。そして、極秘施設の建設に関係しておりこの事態に最初から気付かないはずがない未来機関副会長・宗方京助がこの事件に深く関係している可能性を口にする。後に無事、残りの2名と合流した苗木たちだったが、こまるの伝言通り「78期生の生存者」である霧切がNG行動違反により毒を受け死亡してしまう。これまでの人々から託された希望をその手で証明するため、長きに渡る戦いに終止符を打つため、苗木は朝日奈と御手洗を残し、宗方との決戦へ向かう。
宗方がNG行動により扉を開けないことを察していた苗木は、絶望の殲滅という名目で生存者の皆殺しを図る彼を扉の閉ざされた部屋の中に誘い込み、外に出て目的を果たしたいなら今は話を聞くようにと説得する。そして、雪染が絶望的思想に染まっていたことなどを知った宗方が絶望殲滅という妄執に囚われていることを知った苗木は、自分は例え霧切が絶望的思想に染まったとしても霧切との出会いを後悔しない、今の雪染が絶望的思想に染まっていても、彼女との過去の全てを捨ててしまってはいけないと訴える。その希望を捨てない真摯な言葉に宗方が戦意を失い、2人の争いが一応の決着を迎えた直後、霧切の残した手帳を持った朝日奈が、御手洗を連れて駆け付けた。
霧切の手帳には、襲撃者による被害者全員が自殺である可能性が極めて高く、また犠牲者の近くにはかならず中継モニターがあったという事実が記されていた。苗木は襲撃の真実を確かめるために朝日奈たちに自分を拘束させ、モニターの前で襲撃タイムに臨み、生存者の中でモニターとの距離が最も短い者だけが目覚め、モニターから流れる映像によって洗脳状態となり自殺を図るということを知る。洗脳状態となり、霧切やかつての「コロシアイ学園生活」で犠牲となった78期生のクラスメイトたちの幻覚に追い詰められた苗木は拘束が解けてしまい自殺を図るが、バングルを手首ごと切断するという決死の手段を取った逆蔵によって阻止される。真実を知った逆蔵は、最後の力を振り絞って配電室に向かい、施設内の電源を落とすことでモニターを強制停止させる。苗木から真実を聞かされた宗方は、自分以外で唯一この建物の機械設備に手を加える権限を持ち、「全員が襲撃者になり得る」ということを知っていた天願和夫会長がモニターの映像を仕組んだと断言する。苗木たちが洗脳状態を作り出す映像の出所について御手洗に疑惑の目を向ける中、御手洗の携帯端末に突如として死んだ天願からのメッセージが届く。
自らが黒幕であることを明かす天願からのメッセージに衝撃を受けた御手洗は、自らがかつて江ノ島盾子の脅迫に屈し、人間を絶望的思想に染め上げる洗脳用映像・絶望ビデオの開発に協力させられていたことと、その技術を転用して人間の負の感情を強制的に消し去り絶望的思想を根絶する「希望のビデオ」を制作していたことを明かす。信頼していた天願の凶行に対する衝撃から、洗脳という手段による絶望的思想の根絶も辞さないことを決意した御手洗は、救出のために到着した鎮圧部隊をその技術で洗脳して苗木を足止めし、「希望のビデオ」の全世界への配信を試みる。

##### 絶望編
この物語は希望ヶ峰学園シリーズの序章という位置付けの物語である。
希望ヶ峰学園77期生が入学してから2か月後、74期生として学園を卒業したばかりの雪染ちさが77期生第1クラスの副担任として着任した。才能を磨いていることを確認する実技試験が主体の学園生活の中、日々の授業への出席義務がないためクラスメイトとの交流を持とうとしない77期生の姿を目の当たりにした雪染は77期生に青春の輝きに満ちた高校生活を送らせるために奮闘することとなる。しかし、それはやがて絶望に染まり世界を破滅に追いやることとなる希望ヶ峰学園77期生の新たな学園生活の始まりであった。
一方で、学園上層部が進めるプロジェクトや、才能なき学生に「希望ヶ峰学園」のブランドを売ることによる資金集めを目的として設立された予備学科の生徒と本科生徒の軋轢など、様々な問題が次第に学園を取り巻いていく。その中心には、才能なき自分自身へのコンプレックスに苛まれる予備学科生・日向創がいた。
「超高校級の『ゲーマー』」七海千秋との交流により、才能よりも大切なものがあると気づく日向だったが、学園内で悲劇的な殺人事件が起きてしまう。さらには、事件の裏に潜む真相をも突き止める術もないまま、才能がない自分への苛立ちに追い詰められていき、遂に人工的希望カムクライズルになることを決心する。
悲劇はこれだけでは終わらなかった。最高のコンディションで試験に臨んでもらいたいと望む77期生狛枝凪斗の策略により、76期生の3名が退学処分を受け、実技試験は延期に追い込まれてしまう。事件の責任を取り一時的な予備学科教師への降格を余儀なくされた雪染は、宗方のためにその期間予備学科の調査を進め、人類の希望となる真の天才「超高校級の『希望』」を研究・育成する研究「カムクラプロジェクト」の足取りをつかむ。実験の存在を知った雪染だったが、希望ヶ峰学園に足を踏み入れた2人の「超高校級の『絶望』」、江ノ島盾子と戦刃むくろはカムクラの存在を知り、彼を引き込もうと暗躍を開始する。そして、日向創としての全てを失い、圧倒的な才能を手にしたカムクライズルは、全て見通せる世界への退屈から江ノ島の先の読めない破滅的行動に興味を抱いていく。
「超高校級の『アニメーター』」御手洗亮太に目を付けた盾子とむくろは彼を利用した洗脳技術の開発を目論み、彼女たちによって引き起こされた《希望ヶ峰学園史上最大最悪の事件》をきっかけとして、学園は加速度的に崩壊へと突き進んでいく。御手洗が軟禁されていた地下施設へと踏み込んだ雪染は盾子が御手洗の能力を利用して作り上げた洗脳用映像・絶望ビデオによって洗脳されてしまい、計画を阻止に向かう逆蔵も盾子に己の秘密を握られ、宗方を裏切るという苦悩に陥ってしまう。さらには、「絶望ビデオ」によって洗脳された罪木と雪染の誘導により、七海が"おしおき"と称される公開処刑によって瀕死の重傷を負い、「絶望ビデオ」と共にその悲惨な結末を見せつけられた77期生残り14名も、雪染同様に洗脳技術により絶望的思想へと染め上げられ、事態は最悪の展開へと進んでしまう。死亡寸前の七海の前に現れ彼女の最期の言葉を聞いたカムクラは、彼女の髪から外れたゲームキャラのヘアピンを拾い上げ、自分が涙を流していることに気付く。
2人の「超高校級の『絶望』」によって洗脳された予備学科生たちの襲撃により、希望ヶ峰学園は完全に崩壊。そして、七海と御手洗を除く77期生第1クラスの14人は自分たちも襲撃によって死亡したと偽装し、世界各地同時多発テロを開始してしまう。学園長の仁は、生き残った78期生に秘められた希望を未来へ繋ぐため、学園のシェルター化を行うことを決意する。その頃、世界を絶望へと陥れ微笑む江ノ島盾子と死の直前にも日向とクラスメイトの事を気にかけていた七海千秋に興味を持つカムクラは、77期生から自分に関する記憶を消去した上で、盾子と共に希望ヶ峰学園の崩壊と77期生たちの旅立ちを見届け、「希望と絶望、どちらが自分にとって予想のつかない未来なのか」を確かめるため、一時江ノ島の元を去る。一方、逆蔵と雪染の虚偽の報告によって盾子を追い詰めることに失敗した宗方は、崩壊する世界を立て直し絶望を殲滅するため、人類の希望未来機関を設立することになる。
こうして、絶望で終わる希望の物語は幕を閉じる。シェルターと化した希望ヶ峰学園の中で世界を絶望へと突き落すために次なる計画を進める盾子は、「この世界から絶望が完全に消えるとすれば、それもまた絶望的な結末」と笑うのであった。

##### 希望編
ストーリーは未来編から続く形となる。御手洗による「希望のビデオ」の全世界への配信が始まろうとする中、極秘施設の中にはジャバウォック島に差し向けられた艦隊を突破したカムクライズルこと日向創や、希望ヶ峰学園77期生たちが潜入していた。カムクライズルとしての優れた才能と日向創としての記憶・人格の両立という奇跡を成し遂げた日向は、その才能で77期生の治療に当たり、プログラム内で死亡したために昏睡状態に陥っていた者たちの覚醒と、全員の絶望的思想からの解放に成功していた。
苗木が宗方の助けなどで十神たちの合流に成功し、御手洗を止めようと通信設備のある別棟に向かうのと時を同じくして、御手洗の目的を知った日向と77期生たちも鎮圧部隊を退け、別棟へ向かう。苗木に先んじて御手洗と接触した日向と77期生たちは、「希望のビデオ」による絶望的思想の根絶に執着する彼の説得に当たり、「絶望ビデオ」によって世界を崩壊させた罪の意識に押し潰されていた彼をクラスメイトとして支えることで、「希望のビデオ」の配信を取りやめさせることに成功する。
こうして未来機関支部長のほぼ全滅という大きな犠牲を出しながらも事件は解決し、未来機関を瓦解させかねない「黒幕が天願会長である」という事実も、日向と77期生による未来機関向けの偽の犯行声明によって隠されることとなった。日向と77期生は御手洗を連れて船で旅立ち、その様子を見送った苗木は、宗方に対して「絶望の残党」を退けた英雄として重責を背負う覚悟を告げる。そんな彼の前に、仮死状態には陥ったものの調査の過程で発見した試作薬の服用により死を免れていた霧切が、姿を現した。
数か月後、78期生の生き残りを中心として「コロシアイ学園生活」の舞台であった希望ヶ峰学園旧校舎が改修され、新たな学園としてのスタートを切る。そして苗木はその学園の学園長として、霧切や仲間たちと前に進み続けるのであった。

#### 登場キャラクター

##### 希望編までの主要キャラクター
苗木 誠（なえぎ まこと）
声 - 緒方恵美
『ダンガンロンパ 希望の学園と絶望の高校生』の主人公で、『希望編』の主人公。希望ヶ峰学園の78期生、元・超高校級の「幸運」。
未来編
- NG行動 - 廊下を走る

『未来編』のメイン主人公であり、初代『ダンガンロンパ』の「コロシアイ学園生活」の生き残りの中心人物として描かれる。未来機関では、第十四支部に一般構成員として属している。
クラスメイトたちなどからは「超高校級の『希望』」とも呼称されるが、本人が特に名乗っているわけではない。
《KOROSIAI GAME》開始早々、宗方たちから裏切者だと疑われ命を狙われるが、それでもみんなを仲間だと信じて危険を顧みずNG行動を明かすなど、結束を呼びかけている。
第11話で、霧切が遺した手記の情報から襲撃被害者が自殺でその死にモニターが関連している可能性を知り、宗方たちに頼んで自身を拘束してもらい、モニターの前で襲撃タイムを迎える。しかし、モニターに映し出された映像の洗脳効果により霧切と「コロシアイ学園生活」で犠牲になった舞園ら78期生たちの幻覚に責められたことで錯乱状態になり、瓦礫で拘束に使われたロープを切ってナイフで自殺を図ろうとしたが、間一髪で逆蔵に阻止され正気を取り戻した。
「希望のビデオ」の配信を決意した御手洗を止めようとするが、一時的な洗脳状態に陥った朝日奈に足止めされてしまう。その後は宗方の助けを受けながら御手洗を追い、制圧部隊に追い詰められたところを十神たちに助けられる。
絶望編
初代『ダンガンロンパ』と同じ姿で登場し、盾子・むくろ姉妹と共に78期生として入学を果たした。
第11話で他の78期生と共に旧校舎に閉じこもり、校舎をシェルター化するために窓に鉄板を取り付けていた。この頃から盾子に邪魔な存在として快く思われておらず、彼女がわざと投げつけたスパナを偶然転んだおかげで回避するなど予想できない存在として懸念されている。
希望編
十神の部下と共に御手洗を追うが、日向と77期生たちが彼の説得に当たっているのを目撃し、「希望のビデオ」の配信阻止を彼らに任せ見守った。
事件終結後は朝日奈たちと共に旅立つ日向たちを見送り、宗方に英雄として世界の希望を背負っていく覚悟を見せ、仮死状態から蘇生した霧切と再会を果たす。数か月後には、学園を再建し学園長に就任している。
日向 創（ひなた はじめ）→カムクライズル
声 - 高山みなみ
『スーパーダンガンロンパ2 さよなら絶望学園』の主人公で、『希望編』のもう一人の主人公。元・希望ヶ峰学園予備学科生。
希望ヶ峰学園評議委員会による「カムクラプロジェクト」の被験体として人体実験を受け、人工的な「超高校級の『希望』」と呼ばれる存在へと変貌した。
未来編
「絶望の残党」の1人、「カムクライズル」として登場。『スーパーダンガンロンパ2』で描かれた「コロシアイ修学旅行」から現実世界へ帰還した後、ジャバウォック島に残っており、宗方が島に差し向けた艦隊と対峙する。後に、島を包囲していた艦隊を突破し、倒壊した極秘施設へ潜入する。
絶望編
『絶望編』の主人公の1人。超高校級の才能に強い憧れを抱き、希望ヶ峰学園本科生を夢見て予備学科に編入するも、才能が見出せず予備学科にいる現状に劣等感を抱き、学費免除と引き換えに「カムクラプロジェクト」の被験体になることを提案されていた。
向上心のない予備学科の雰囲気にも馴染めず孤独に過ごす中、偶然出会った七海とゲーム関連で交流を持ち、心に一時の平穏を得る。しかし、同じく才能を渇望しながら突如殺された菜摘の存在や、真相を知ろうとした自分を止める逆蔵の挑発的な態度から、被験体となることを決意。「カムクライズル」として生まれ変わり、「日向創」としては退学処分となり存在を抹消された。
念願だった才能と引き換えに、日向としての記憶・人格は消去されている。一人称は「僕」になっており、基本的に敬語を使っている。また、瞳も赤く変化している。
先の読める日常の全てに興味を持てず学園の施設に隔離されていたが、盾子・むくろ姉妹の接触を受け、盾子の先の読めない破滅的で非論理的な行動を見たことで彼女と行動を共にするようになる。やがて七海と再会すると共に彼女の公開処刑を目の当たりにし、彼女が遺したヘアピンを拾い上げた際に自分が涙を流していることに気付いたことで、最期まで他人であるクラスメイトのために奮闘した七海の姿が示した希望に興味を抱く。
その後、77期生から自分に関する記憶を消去した上で、盾子と共に希望ヶ峰学園の崩壊と77期生たちの旅立ちを見届け、「希望と絶望、どちらが僕にとって予想できないものか確かめたい」と告げて盾子のもとを去った。
希望編
苗木たちによって「新世界プログラム」の世界を経験したことにより、「カムクライズル」としての能力を保ちつつも「日向創」としての記憶と人格を取り戻すという奇跡を起こしていたことが明らかになる。右目は元の色に戻ったが、左目はカムクラであった頃と同じ赤い瞳のままのオッドアイになっている。
自身が復活させ絶望に染まる前の状態に戻した77期生たちと共に御手洗を説得し事件を終結させた後、《KOROSIAI GAME》を自分たちの仕業だと偽って未来機関に配信し、今回の事件の黒幕が天願であったことを隠して未来機関の瓦解を防ぎ、その後は77期生と共に旅立った。
霧切 響子（きりぎり きょうこ）
声 - 日笠陽子
- NG行動 - 苗木誠が生存したまま4回目のタイムリミットを迎える

『未来編』のメインヒロイン。希望ヶ峰学園の78期生で、元・超高校級の「探偵」。未来機関では、第十四支部支部長を務める。
苗木と同期の元クラスメイトであり、初代『ダンガンロンパ』で描かれた「コロシアイ学園生活」を苗木と共に生き残った人物の1人。
旧作での姿から髪型を変え、片側の三つ編みをなくし後ろ髪をリボンでまとめている。服装はブラウスの上に未来機関の黒いジャケットを羽織っており、黒紫色の膝上丈のタイトスカートを着用している。未来機関のメンバーに対しては少々警戒心を持っているが、同期の苗木や朝日奈のことは信用している。苗木処分反対派。
《KOROSIAI GAME》開始後も冷静に行動し、メンバー同士の殺し合いの真相や自分たちが置かれている状況の的確な推理をしていたが、4回目のタイムリミットと同時にNG行動違反により死亡する。苗木のことを信じており、彼を生かしておくことで自分が死ぬことを知りつつもそれを明かさず、タイムリミットの直前には「何があっても絶対に希望を諦めないで」と言い残していた。さらに犠牲者たちの傷の状況が自殺を疑わせることと犠牲者の発見現場の状況を記した手記も遺したことにより、襲撃者の正体を暴き《KOROSIAI GAME》の終焉に導く。
『絶望編』第5話にも彼女の写真のみ登場している（姿は初代『ダンガンロンパ』と同じ）。第11話で本人も一瞬だけ登場する。
希望編
実は忌村の死体の検死時に彼女が開発した拮抗薬の試作品を発見しており、4回目のタイムリミットの前に摂取したその薬が無事に効果を発揮したことでNG行動違反の毒では死なず、仮死状態になっていたことが判明。その後罪木の治療によって蘇生し、生還を果たす。
事件終結後は苗木と再会を果たし、数か月後には苗木たちと共に学園の復興に励んでいる。
なお、このときの髪型は初代『ダンガンロンパ』の頃と同じ片側を三つ編みにしたものに戻っている。
七海 千秋（ななみ ちあき）
声 - 花澤香菜
『絶望編』のメインヒロイン。超高校級の「ゲーマー」。服装は希望ヶ峰学園の制服で、上着の中にクリーム色のパーカーを着込んでいる。
協調性のないクラスの雰囲気に馴染めず落ち込んでいたが、雪染の叱咤激励によりゲームを使った親睦会を開くなど積極的にクラスメイトとの交流を深めたことで信頼を集め、学級委員に選出される。
偶然出会った日向創を気にかけ、一緒にゲームで遊ぶなど友人関係となる。日向がカムクライズルとなったことや「日向創」としては退学処分になったことを知らず、学園や本科との軋轢を深めていく予備学科の様子を見て、突如姿を消した日向の身を案じている。
江ノ島盾子との遭遇の際、その場に現れた「カムクライズル」が日向であることに気付き衝撃を受ける。その後は銃で撃たれて負傷した狛枝を連れて地下施設を脱出したが、自分たちを逃がして盾子に囚われた雪染の救出のため、危険だと制止する狛枝を振り切り、救出に行くようクラスメイトを激励した。だが、救出の際に罪木と共に最後尾を歩いていたところ、すでに洗脳されていた罪木と雪染によって、クラスメイトと分断された上で無数のトラップが仕込まれた「デス・ダンジョン」へと追い落とされ"おしおき"＝公開処刑に遭う。
散々痛めつけられたあげくに無数の針で全身を貫かれ致命傷を負い、そこに姿を現したカムクライズルに「もう一度日向とゲームがしたかった」という心残りを告げて死んでしまった。無残な死へと追い込まれる彼女の姿はクラスメイトを「絶望」へと突き落とし洗脳させてしまうが、その死を看取ったカムクラに一筋の涙と「希望」を残す。
希望編
事件終結後、日向だけが見える幻影として登場。
新世界プログラムで77期生たちを管理する『AI』を77期生たちの意識の中でもっともふさわしいイメージを統合して作ろうとした際、全員が思い描くイメージが七海であったことが判明する。
宗方 京助（むなかた きょうすけ）
声 - 森川智之
本作の新キャラクターの1人。希望ヶ峰学園の74期生で、元・超高校級の「生徒会長」。誕生日は8月22日。身長186cm。血液型A型。
白髪と長身、（未来編では白、絶望編では黒の）スーツ姿が特徴の男性。雪染、逆蔵とは同期・同志であり、双方から恋心を寄せられている。
未来編
- NG行動 - 扉を開ける

『未来編』の主要登場キャラクターの1人。未来機関の副会長であると共に、第二支部支部長を務める。
冷静かつ淡々と物事を処理する能力と優れたカリスマ性を持ち合わせ、現在の未来機関における実権を握っている。指揮だけではなく戦闘の最前線にも立っており、刀を使用した戦闘では元・超高校級の「剣道家」である辺古山ペコと渡り合うだけの実力を持つ。
過去に自らが建設を指揮した、希望ヶ峰学園海外分校となる予定だった海上施設を未来機関の極秘施設として運用しており、今回の査問会議の会場として提供した。
「超高校級の『絶望』」に対しては強い憎しみと怒りを抱いており、「絶望の残党」根絶のためなら自分や未来機関の同僚の命がどうなっても構わないという過激な一面もある。苗木の処刑賛成派の中心人物。冷静でシリアスな雰囲気を漂わせるが、激高したり仲間の死に涙を流すなど人間らしさも見せた。
ある種のリアリストであり、人々に希望を与える苗木の影響力は認めているものの、理想論に走りがちなその性格は「絶望の残党」に悪用されかねないとして、苗木とは相容れないという態度を取っている。
《KOROSIAI GAME》では苗木が裏切者と疑っていると思われたが、実際は最初から苗木が裏切者ではないと断定しており、全滅よりも最悪な結末として「裏切者が他の人間に罪を被せて《KOROSIAI GAME》を打ち切り、『苗木誠と共に生き残った英雄』となる」ことを危惧しており、苗木を拘束して真の裏切者を誘き出そうとしていた。
天願からは「愛する雪染の死により余裕を失っている」と指摘されており、天願の口から「襲撃者はここにいる未来機関の人間全員だ」と聞かされたこと、雪染が犯した残虐行為の証拠写真を目にしたことにより、全員を「絶望の残党」と断定して抹殺を図る。天願との戦闘により右目を失っているほか、とある薬剤を自分の体内に注射しており、目も黒化している。また、6話終盤に天願が装備していた袖箭を奪い、右袖口に隠している。
第8話で苗木たちと遭遇して始末に掛かるが、月光ヶ原（ロボット）と交戦となり苗木に逃げられる。その後、月光ヶ原（ロボット）を破壊して端末を奪い、全員が「絶望の残党」だという誤解から合流した逆蔵を刺してしまう。
4度目の襲撃タイム後、放送で苗木を呼び出して彼を殺害しようとするが、NG行動を看破した苗木に扉を開けないと出られない場所に誘導されて殺せず、雪染が「絶望の残党」であったことへの嘆きを口にしながら苗木を殴り付けるが、霧切を失いながらも希望を捨てなかった苗木の言葉を受け心境に変化が生じて戦意を失い苗木の殺害を思い止まる。
襲撃者の正体を苗木に聞かされると、自分以外で唯一施設の機械設備に手を加える権限を持ち「全員が襲撃者（になり得る）」と知っていた天願が黒幕であったと断定し、天願に利用されていたことや雪染たちの嘘を見抜けなかったことへの後悔を口にする。そして、逆蔵が配電室で施設の電源を落としていることに気付くと、苗木に促され配電室に向かうが到着した時には既に逆蔵は事切れており、彼の亡骸の前で「いつも俺は遅すぎる」と涙を流した。
第12話で天願の目的が御手洗を利用した洗脳による強制的な絶望的思想の根絶であると知ると、その方法への疑念から御手洗を止めようとする苗木に協力し、囮になりつつ御手洗に洗脳された制圧部隊と交戦する。
第5話で会議室に安置された雪染の死体にそれまで使用していた刀を突き立てて決別の言葉を告げており、それ以降は十六夜が制作した高熱による切断機能を備えた刀を使用している。ただし、高熱切断機能はエネルギーが切れると使えなくなり、通常時に戻る。第12話で制圧部隊から逃れ再び会議室に逃げ込んだ際、雪染に突き立てた刀を手に取って二刀流になる。
絶望編
学園卒業後に希望ヶ峰学園海外展開の責任者となったため学園には不在。第1話では高校生時代の彼と思われる写真が登場した。
学園上層部の不穏な動きに危機感を感じており、自らの発言力を強めるために海外展開成功を目指す一方、雪染に学園上層部の内偵を依頼している。
第8話で希望ヶ峰学園に帰還し、暴徒と化した予備学科生たちを抑えている逆蔵に手を貸している。
希望ヶ峰学園評議委員会の評議委員失踪や《希望ヶ峰学園史上最大最悪の事件》への江ノ島盾子の関与を強く疑っていたが、評議委員会から一方的な海外展開中止命令を受け、さらに調査を依頼していた雪染・逆蔵の両名が「江ノ島盾子の事件への関与は認められなかった」と報告したことで盾子を止める術を失う。
希望編
制圧部隊と交戦するも多勢に無勢のため苦戦を強いられるが、自身に変装した超高校級の詐欺師の加勢を受ける。
事件終結後、苗木に「『絶望の残党』を退けた英雄として世界の希望を背負えるか」と問い質し彼の覚悟を見定めると、自身は雪染と逆蔵の想いを背負う覚悟を抱いてその場を去った。
雪染 ちさ（ゆきぞめ ちさ）
声 - 中原麻衣
本作の新キャラクターの1人。希望ヶ峰学園の74期生で、元・超高校級の「家政婦」。誕生日は5月3日。身長161cm。血液型AB型。
ポニーテールが特徴の女性で、常に笑顔を絶やさず明るい雰囲気を振りまいている。超高校級の家政婦の能力として、一般的な家政婦としての技能の他に、何かと決定的場面を目撃するという特性を持つ。ゴキブリが大の苦手。同級生である宗方には「2人きりのときは名前で呼んでほしい」と頼むなど好意を寄せており、命懸けで尽力する覚悟を持っている。
未来編
- NG行動 - 宗方京助が死ぬ

未来機関の第五支部支部長を務める。未来機関の黒いスーツの上に白衣を着ている。
宗方には変わらぬ好意を寄せているものの、苗木の処遇については宗方と異なる意見を持っており、宗方と苗木の相互理解を望み中立派に落ち着いている。
他の未来機関支部長たちと共に即効性の催眠ガスによって眠らされた後、胸を刺され天井から吊られたシャンデリアに全身を貫かれた状態で死亡しているのが発見される（最初で、1回目の襲撃タイムの犠牲者）。モノクマはこれと同時に《KOROSIAI GAME》の開始を宣言し、物語は幕を開けることになる。
実際には『絶望編』の出来事によって絶望的思想に囚われており、幼稚園を襲撃し子供を無差別に虐殺するなどの非道に手を染める一方で、宗方の「絶望の残党」に対する憎しみを煽っていた。また、数年前に天願に「絶望ビデオ」とその技術を応用した自殺ビデオのデータを渡しており、そのデータが《KOROSIAI GAME》の発端となった。
なお、12話Bパートには絶望編1話冒頭で自分の死に様を見ていた時の（つまり死後の）彼女が登場。12話での苗木、宗方たちの様子をみて、隣にいた江ノ島盾子に「未来機関が自作自演で殺し合いをしたという事実を公表されれば誰も未来機関に付いてこない」と事実を指摘されるが、「私達の未来はこれでおしまい。でも、ここから、希望が始まる」と、生き残った人物たちの「これから」を信じる言葉を告げた。
絶望編
『絶望編』の主人公。なお、『絶望編』の冒頭には『未来編』の彼女が死亡しているシーンが映っていた。水色のスーツの上に白いフリル付きエプロンを着用しており、『未来編』とは髪留めの色・形も異なる（『未来編』の回想シーンで登場した時もこの姿で登場している）。
希望ヶ峰学園77期生第1クラスの副担任として赴任した新任教師。かなり強引な性格で不登校が多かったクラスの生徒を訪問し全員を出席させる。また宗方の命で学園の内偵も行っている。
第1話や第2話では高校生時代の彼女と思われる写真が登場した。
第4話における実技試験での体育館爆破事件の責任を取って予備学科へ半年間の異動となった後 本科に担任として復帰する。
第8話で江ノ島盾子の下から逃げ出した本物の御手洗亮太に出会い、七海と狛枝の救出のために隠し通路の先の地下施設へ駆け付け彼女たちを逃がす。しかし、盾子・むくろに囚われた末に「絶望ビデオの強制視聴」と「頭部に突き刺した針による脳への直接干渉」という二段構えの洗脳を受け、教え子である七海を盾子の仕掛けた罠に陥れる。
第11話では宗方に逆蔵と同じく「江ノ島盾子の事件への関与は認められない」と報告する。その後、77期生の教室で絶望のために旅立つ彼らに担任としての送辞を送り、教室を爆破して77期生が犠牲になったかのように偽装する。宗方と共に学園を出る際、七海の委員長就任パーティーの写真が入った手帳を落とすが、「大したものじゃないから」と言って拾わずに放置し、そのまま火事の火で燃やしてしまう。《人類史上最大最悪の絶望的事件》により世界の崩壊を目の当たりにした際には、宗方に「絶望のない世界を作ろう」と訴えていたが、内心では宗方を一番深い絶望に突き落とすことを願っていた。
御手洗 亮太（みたらい りょうた）
声 - 本郷奏多
本作の新キャラクターの1人。希望ヶ峰学園の77期生。誕生日は8月30日。身長160cm。血液型O型。
気弱ではあるが正義感の強い性格の男性。やや小柄で細身の体型。
後述のように、アニメ作りへの執着が高じて視覚効果などを使い人の感情をコントロールする技術をも極めており、使い方次第で全世界の人の心そのものを組み換えることすら可能。
未来編
- NG行動 - 才能を使う

元・超高校級の「アニメーター」。未来機関の第十支部支部長を務める。『絶望編』と比べると目元に隈ができており、沈んだ表情を浮かべていることが多い。未来機関の黒いスーツ姿で、ネクタイは希望ヶ峰学園在学時と同じデザインのものを着用している。
未来機関には、苗木らと同じく天願からのスカウトで加入している。苗木処分反対派。
世界を絶望から救い希望にあふれた世界に戻す熱意に溢れているが、『絶望編』の出来事から内心では人は絶望に勝てないと自虐的な考えを抱いている。
極秘施設には苗木たちよりも遅れて到着する。《KOROSIAI GAME》では信じ合って協力することを主張するも、霧切からNG行動を聞かれた際には思わず口篭もり、危険を顧みず仲間を信じる苗木のようになれないことや、次々と仲間が犠牲になる中で無力であることを嘆いている。
襲撃者の正体がモニターによる洗脳で自殺した犠牲者たちであることを知ると、『絶望編』で自らが制作に協力させられた「絶望ビデオ」と同じ洗脳効果が使われていることに気付いて動揺し、その様子に気付いた苗木に問い詰められる。
世界に蔓延した絶望的思想への対抗手段として、「絶望ビデオ」を応用して人間の負の感情を強制的に消し去る「希望のビデオ」を開発していたが、洗脳という手段による絶望的思想の根絶に迷いを抱いていた。しかし、信頼していた天願が「絶望ビデオ」の技術を利用して今回の《KOROSIAI GAME》を仕組んだことを知り、苗木に『絶望編』で自身が行ったことすべてを告白した上で、「希望のビデオ」の全世界への配信を決意する。
救出に来た制圧部隊を自身の技術で洗脳し、邪魔する者は排除も辞さないという命令を与えて苗木たちを足止めすると、通信設備がある場所へ向かい動画のアップロードを開始する。
絶望編
第5話から登場。希望ヶ峰学園の生徒で超高校級の「アニメーター」。本人は自宅でアニメを作り続けており、代わりに「超高校級の詐欺師」が学園に通っている。希望ヶ峰学園の制服姿だが、ネクタイは指定のものではなく赤い模様が入った萌黄色のものを着用している。
いじめに遭っていた幼い頃にアニメが唯一の心の救いであったことから、「人々の心を救い希望を与えられるようなアニメを制作する」という夢に執着しており、アニメ制作に関係のない全ての事柄を疎んじている。
彼の作るアニメーションには、視聴者を感動させるためのありとあらゆる効果が使われており、視聴者の脳に干渉してダイレクトに感情を揺さぶるという洗脳にすら転用可能なその技術に目を付けた盾子により、快適な作業環境を提供するという名目で寮から連れ出される。
盾子が作成した《希望ヶ峰学園史上最大最悪の事件》の映像を使用した洗脳用ビデオの試作品データに気付き彼女の真の目的を知るが、洗脳用ビデオの完成品（盾子曰く「絶望ビデオ」）制作への協力を強制され、拒めば77期生のクラスメイトを次の「コロシアイ」のターゲットにするという脅しを受ける。
第8話で七海と狛枝が乗り込んできた隙に逃げ出し、逃げた先で出会った雪染に隠し部屋のことを教える。しかし、すぐに予備学科生たちに囲まれてしまい、現れた盾子に完成した「絶望ビデオ」を他の77期生に見せることを宣言される。どうすることもできなかった彼はすぐに逃げ出し、あえて見逃されるも誤って川に転落する。助かったものの、絶望ビデオを作ったことを後悔し、罪悪感と自己嫌悪に苛まれることになった。
希望編
「希望のビデオ」のアップロード完了を待っていたが、制圧部隊の後詰めとしてやってきた元・超高校級強襲部隊を突破した日向と77期生たちによる説得を受ける。自分が犯した罪の重さを訴え、自分の技術のせいで人生を狂わされたクラスメイトたちの説得に応じずにいたが、絶望的思想を強制的に消去して全てをなかったことにするのではなく一緒に償おうという彼らの誘いに涙を流し、動画のアップロードを停止させた。
その後は77期生たちと共に苗木たちと別れて旅立ち、「希望のビデオ」のデータが入った携帯端末を海に捨てた。
朝日奈 葵（あさひな あおい）
声 - 斎藤千和
- NG行動 - パンチ、キックを受ける

希望ヶ峰学園の78期生で、元・超高校級の「スイマー」。未来機関では、第十三支部に一般構成員として属している。
苗木と同期の元クラスメイトであり、初代『ダンガンロンパ』で描かれた「コロシアイ学園生活」を苗木と共に生き残った人物の1人。
服装はスニーカーとホットパンツに上半身は未来機関の黒いスーツというスタイルだったが、後述の悪戯で汚れてしまったためシャツとジャケットを脱ぎ、第3話以降はタンクトップにホットパンツの姿で行動している。
本来会議に出席する立場ではないのだが、第十三支部支部長の代理として出席し、事態に巻き込まれた。霧切のことは以前は「霧切ちゃん」と呼んでいたが、「響子ちゃん」と呼ぶようになっている。苗木処分反対派。
《KOROSIAI GAME》では苗木を宗方たちから守るため共に行動し、NG行動で走れない苗木をおぶったり囮になったりしている。2度目の襲撃タイムではモナカにマジックナイフとトマトソースで殺されたように見せかけられるという悪戯を受けた。
第12話では「希望ビデオ」を配信しようとする御手洗を止めようとするが、動画を見せられて洗脳され、苗木を拘束して足止めするが宗方によって正気を取り戻す。再び御手洗を止めに苗木と向かうが、制圧部隊の銃撃で左足を負傷し、苗木を先に行かせるために応急処置のみを受けてその場に残った。
希望編
十神たちと合流して生還し、事件終結後は葉隠や苗木と一緒に77期生の旅立ちを見送った。
葉隠 康比呂（はがくれ やすひろ）
声 - 松風雅也
希望ヶ峰学園の78期生で、元・超高校級の「占い師」（ただし的中率は3割）。未来機関では、第十四支部に一般構成員として属している。
苗木と同期の元クラスメイトであり、初代『ダンガンロンパ』で描かれた「コロシアイ学園生活」を苗木と共に生き残った人物の1人。
旧作での姿から格好を変え、眼鏡をかけた上で最大の特徴であるドレッドヘアを後ろで束ねている。服装は未来機関の黒いスーツだが、スラックスの裾をロールアップして草履を履いたり、ジャケットに袖を通さす両肩に羽織っていたりと着崩している。
苗木たちと一緒に極秘施設を訪れたが、待機を命じられて建物内部に入らなかったため、《KOROSIAI GAME》に唯一巻き込まれずに済んでいる。
襲撃された建物内に閉じ込められた苗木たちを助け出そうと潜入を試みるが、襲撃者の一味が操る戦闘ヘリにより阻まれている。以降は、ヘリの襲撃から逃げながら、内部へと侵入できる方法を探っていた。
駆け付けた十神たちに助けられるとそのまま合流し、極秘施設の侵入を目指す。一時、突如発動した罠によって道がふさがれてしまったが、十神たちと共に無事潜入を果たし苗木と再会する。
希望編
十神と共に苗木とは別行動をとって朝日奈と合流し彼女を治療。事件が解決したあとは苗木、朝日奈とともに77期生の旅立ちを見送った。数か月後は苗木たちとともに希望ヶ峰学園の復興作業を手伝っている。なお、このとき彼の手元には竜の像が巻かれた水晶玉がある。
十神 白夜（とがみ びゃくや）
声 - 石田彰
希望ヶ峰学園の78期生で、元・超高校級の「御曹司」。未来機関では、第十四支部支部長代行を務める。
苗木と同期の元クラスメイトであり、初代『ダンガンロンパ』で描かれた「コロシアイ学園生活」を苗木と共に生き残った人物の1人。
服装は未来機関の黒いスーツで、銀縁眼鏡は上下共にリムが廃され左右のみでレンズが固定された、縁なしに近いデザインに変更されている。
第6話から登場。外部との通信に成功した苗木たちと交信する。苗木との会話で初めて《KOROSIAI GAME》のことを知り、モノクマが語った全世界への中継が行われていないことと、宗方が密かに治安維持部隊をジャバウォック島に差し向けたことを伝える。そして、自身は苗木たちを救出するために部隊を率いて極秘施設に向かい、葉隠を襲っている戦闘ヘリを撃ち落として助ける。施設潜入時、黒幕が仕掛けた罠にかかって部下とともに瓦礫に埋まってしまうが、12話の終盤で葉隠と共に施設内に無事潜入、苗木と再会する。
希望編
苗木に自分の部下の半分を護衛として付け別行動をとり、葉隠とともに負傷した朝日奈と合流。その時部下からの報告で77期生が救援にきたことを聞かされるとともに、施設潜入時に瓦礫に埋まっていた自分たちを救出したのは彼らだと朝日奈に明かした。事件終結後は77期生たちの偽の犯行声明を聞き、彼らの意図を察して苗木に「よくやったな」と伝えた。数か月後、自身も部下たちを連れて希望ヶ峰学園の復興を手伝っている。
腐川 冬子（ふかわ とうこ）
声 - 沢城みゆき
希望ヶ峰学園の78期生で、元・超高校級の「文学少女」。未来機関では、78期生で唯一研究生として属している。
苗木と同期の元クラスメイトであり、初代『ダンガンロンパ』で描かれた「コロシアイ学園生活」を苗木と共に生き残った人物の1人。
二重人格者であり、ジェノサイダー翔という別人格を宿している。
第6話から登場。『絶対絶望少女』の一件から、現在は塔和シティに潜伏している。今作では『絶対絶望少女』と同じ姿で登場。
十神の指示を受けてこまると2人でモナカ確保に向かうが、予想外の彼女の行動により逃亡を許してしまう。全てを投げ出して逃亡したモナカの行動に「思考放棄もある種の絶望だと気付いていないのか」と呆れていた。
希望編
事件終結後は塔和シティから戻り、学園の復興に手を貸している。
ジェノサイダー翔（ジェノサイダー しょう）
腐川冬子が抱えるもう1つの人格であり、元・超高校級の「殺人鬼」。
ある条件を満たしたターゲットを無差別に殺害する快楽殺人鬼であったが、初代『ダンガンロンパ』における十神との出会いや『絶対絶望少女』の一件を経て、現在は殺人を封じている。
腐川とはお互いの記憶を共有することができないが、十神への恋慕といった感情のみは共有しているため、腐川同様こまるを友人として扱う。
苗木 こまる（なえぎ こまる）
声 - 内田彩
苗木の妹で、『絶対絶望少女 ダンガンロンパ Another Episode』の主人公。
第6話から登場。『絶対絶望少女』の一件から、現在は塔和シティに潜伏し、問題が解消され兄に迎えてもらう日を待っている。今作でも『絶対絶望少女』と同じセーラー服姿だが、両手に指抜きグローブを着けている。
腐川と共にモナカ確保に向かうも逃げられてしまったが、事件に深く関係しておらず思考放棄を宣言したモナカに脅威は感じず、いつか宇宙に飽きたら戻ってくるのではないかとそれほど深刻には考えていない。
希望編
事件終結後は無事に塔和シティから兄の元に戻り、腐川と共に学園の復興に手を貸している。その際、朝日奈に「おまるちゃん」と呼ばれている。
希望ヶ峰学園77期生
『絶望編』の開始当初は協調性に乏しくほとんどの生徒が授業に出席しない状態であったが、雪染や七海の頑張りなどもありクラスは団結していく。
しかし、最終的に江ノ島盾子によって七海千秋と本物の御手洗亮太を除く全員が絶望的思想に囚われ、世界を崩壊寸前に追い込むこととなる。
『未来編』第1話の回想では、台詞はないものの「絶望の残党」であった頃の彼らの様子が描かれている。その後、本来処刑されるはずだった彼らを救おうとした苗木の行動に「絶望の残党」の意思が介入した結果、『スーパーダンガンロンパ2』で描かれた「コロシアイ修学旅行」が発生し、終里、九頭龍、左右田、ソニアに日向（カムクラ）を含めた5人以外は脳死に近い昏睡状態に陥っていた。
『希望編』では、日向が持つ「カムクライズル」としての才能によって治療を受け、昏睡状態だった面々が目覚めた上で全員が絶望的思想から脱しており、服装などの外見は西園寺を除く全員が基本的に希望ヶ峰学園入学直後（『スーパーダンガンロンパ2』と同じもの）に戻っている。苗木たちを救うために日向と共に極秘施設へと赴き、元・超高校級強襲部隊と交戦する。事件終結後、日向と共に《KOROSIAI GAME》の犯行声明を未来機関に流して罪を被り、御手洗を連れて船で旅立った。
ゲーム『ニューダンガンロンパV3 みんなのコロシアイ新学期』初回生産限定版特典のオリジナルアニメblu-ray『スーパーダンガンロンパ2.5 狛枝凪斗と世界の破壊者』では彼らが新世界プログラムから目覚め、未来編で苗木たちを助けに行くまでの経緯が描かれる。
狛枝 凪斗（こまえだ なぎと）
声 - 緒方恵美
超高校級の「幸運」。服装は希望ヶ峰学園の制服で、上着の中にセーターを着ている。
本作でも相変わらず希望に心酔し盾子が希望の踏み台になるかと考える一面もあるが、『スーパーダンガンロンパ2』よりは人間味のある人物として描かれている。
第4話で、予備学科で起きた事件の影響でクラスメイトたちが万全な状態ではないとして実技試験を延期させようと目論み、体育館爆破事件を誘発させたとして無期限の停学、その後一人海外へと旅立つが飛行機の墜落に遭うも、その幸運により無傷で助かり海外で呑気にサバイバル生活を送る。
第8話で約1年ぶりに学園に復帰し、姿を消した罪木を案じるクラスメイトに彼女の目撃情報を告げるが、手分けして罪木を捜している際に、幸運にも神座出流の像の隠し通路を発見し、七海と2人でその先の地下施設に足を踏み入れた結果、本物の御手洗亮太や江ノ島盾子、そしてカムクライズルに遭遇する。
以前から盾子の危険性を察知しており、停学中に海外で手に入れた拳銃で彼女を撃とうとするが、カムクラの「幸運」により、失敗する。早業で拳銃を奪ったカムクラからの銃撃は弾丸が電子生徒手帳に直撃するという「幸運」で防いだが、胸への衝撃によってダメージを受け、気を失い七海に連れられその場から撤退した。
未来編
序盤に登場。『絶対絶望少女』に登場した「召使い」と同じ姿をしており、モナカを除く「希望の戦士」の前に跪いていた。
第1話と第7話でのモナカの発言から、「召使い」と彼は絶望ビテオに堕ちた狛枝と同一人物であることが判明。
希望編
左腕に機械の義手を装着している。制圧部隊の足止めを受けている苗木たちのもとに現れ、たまたま足に当たった小石がもとで起きた崩落で制圧部隊を戦闘不能にさせて苗木たちを助ける。御手洗を説得して引き上げる際、『超高校級の希望』である苗木に感激していたが、弐大と終里に連れて行かれる。
終里 赤音（おわり あかね）
声 - 朴璐美
超高校級の「体操部」。服装は『スーパーダンガンロンパ2』と同様だが、髪が伸びている。
未来編
序盤に登場。辺古山のもとへ駆けつけて未来機関と向き合う。
希望編
花村の料理を食べて力を付け、マジシャンのような強襲部隊員と交戦し、投げナイフ攻撃や火吹き攻撃を物ともせず撃破している。
九頭龍 冬彦（くずりゅう ふゆひこ）
声 - 岸尾だいすけ
超高校級の「極道」。希望ヶ峰学園の制服ではなく、黒いスラックスとチェック柄のベストを着用している。
口は悪いが義理堅く仁義を重んじる性格であり、授業の参加が自由である中、男子生徒で唯一参加している。
BD-BOX第1巻初回限定盤に付属するドラマCD「黄桜公一の分身」では、九頭龍組と対立組織との抗争に巻き込まれる中で培った胆力が描写されており、銃を持った相手にも怯まず一目で銃の型式やその銃が粗悪品であることを見抜いている。
未来編
序盤に登場。右目に眼帯を付けている。複数のモノクマの被り物を被った人間を引き連れている。辺古山に指示を出した。
希望編
眼帯を外し右目に負った傷を晒した姿で現れる。全てが終わったあとは船上で澪田に熱い焼き鳥を食べさせられた御手洗の様子を見て呆れ顔をしていた。
小泉 真昼（こいずみ まひる）
声 - 小林ゆう
超高校級の「写真家」。服装は希望ヶ峰学園の制服で、カメラは赤いケースに入れて携帯している。
予備学科生のサトウとは中学時代からの親友で、お弁当を作ってくるほど仲が良い。
本作では『スーパーダンガンロンパ2』の時とは違い、男子を叱るような描写はそれほど多くは見られない。
未来編
序盤に登場。指示を出すソニアの後ろで彼女の写真を撮っていた。
希望編
澪田を狙っていたスナイパーの強襲部隊員をカメラのフラッシュで目眩ましさせ、その隙に相手のヘッドフォンを取って澪田の演奏を聞かせて倒す。
西園寺 日寄子（さいおんじ ひよこ）
声 - 三森すずこ
超高校級の「日本舞踊家」。服装は『スーパーダンガンロンパ2』のものに似た黄色系の着物で、髪型がツインテールからポニーテールに変わっている。
成長期が来たらしく、雪染が予備学科に異動していた半年間の間に背が急速に伸びた。
未来編
序盤に登場。澪田と一緒に絶望コンサートで舞を踊っていた。
希望編
長い爪を武器とする強襲部隊員に襲われていたが、罪木に助けられる。その際、悪態を吐きながらも助けてくれた礼を言っている。
左右田 和一（そうだ かずいち）
声 - 細谷佳正
超高校級の「メカニック」。服装は『スーパーダンガンロンパ2』と同様のツナギだが、色が青になっている。帽子もニット帽からキャップに変わってる。
ソニアに好意を抱いているが、本人からは敬遠されている。
未来編
序盤に登場。帽子を被っていない。巨大なモノクマを作成していた。
希望編
大量のミニメカ弐大を操って強襲部隊のロボットに張り付かせ、自爆攻撃で倒す。その際、ソニアに感想を聞こうとして冷たくあしらわれると思っていたが、珍しく褒められたため感激していた。
田中 眼蛇夢（たなか がんだむ） / 封印されし田中（ふういんされしたなか）
声 - 杉田智和
超高校級の「飼育委員」。服装は希望ヶ峰学園の制服だが、『スーパーダンガンロンパ2』と同じデザインのTシャツの上からブレザーを羽織っており、首にはストールを巻いている。また、髪型が前髪を下ろしたものに変わっている。下の名前は忌み名であるとして封印していた。
第7話でグリズリーを教室に入れている。第9話では十二神将と称される12匹のハムスターを連れている。
未来編
序盤に登場。体に大蛇を巻き付け、数多くの動物を引き連れていた。
希望編
十二神将を引き連れ、鷹を操る強襲部隊員と対決する。その際に忌み名を解放して本名を名乗り、その気迫で鷹を支配し勝利する。
罪木 蜜柑（つみき みかん）
声 - 茅野愛衣
超高校級の「保健委員」。服装は希望ヶ峰学園の制服。
78期生の入学式前日に、体調を崩した本物の御手洗の看護を超高校級の詐欺師に頼まれ、御手洗と超高校級の詐欺師との関係を打ち明けられる。
御手洗の見舞いに行った際にむくろと遭遇したことで御手洗の手伝いという名目で軟禁され、盾子が作成した未完成の洗脳用ビデオを見たことで、他のクラスメイトに先駆けて絶望的思想に感化される。
未来編
序盤に登場。ナースの恰好をしている。ある人物を拘束し緑の液体を注射をしようとしていたが忌村に阻止される。
希望編
西園寺を襲っていた強襲部隊員を巨大な注射で倒し、西園寺から礼を言われて感涙していた。その後、忌村の薬によって仮死状態となっていた霧切を治療し、彼女を蘇生させた。
弐大 猫丸（にだい ねこまる）
声 - 安元洋貴
超高校級の「マネージャー」。服装は『スーパーダンガンロンパ2』とは異なり、青いジャージを着用。
未来編
序盤に登場。終里と同じく辺古山のもとへ駆けつけて未来機関と向き合う。
希望編
強襲部隊のロボットと交戦し、ロボットの頭をねじ取って破壊している。
ソニア・ネヴァーマインド
声 - 荒川美穂
超高校級の「王女」。服装は希望ヶ峰学園の制服で、髪型は編み込みのない普通のロングヘアにカチューシャを付けたものになっている。
未来編
序盤に登場。ドレス姿で、大量のモノクマに何か指示をしていた。
希望編
活躍した左右田から感想を聞かれた際、珍しく「かっこよかったですわ」と褒めたことで彼から感激されている。
花村 輝々（はなむら てるてる）
声 - 福山潤
超高校級の「料理人」。服装は『スーパーダンガンロンパ2』と同様。
きわどい下ネタが好きで、周りから強烈なツッコミを浴びる。高校級の薬剤師である忌村静子とは、ドーピングスープを共同開発するなど交流がある。
未来編
序盤に登場。絶望の残党への食料らしきモノクマの顔を模した物体を工場で大量生産していた。
希望編
終里に自身の料理を食べさせて力を付けさせた。全てが終わった後は船上でバーベキューをし、自分の料理を皆に提供した。
辺古山 ペコ（ぺこやま ペコ）
声 - 三石琴乃
超高校級の「剣道家」。服装は希望ヶ峰学園の制服だが、上着は着用していない。また、『スーパーダンガンロンパ2』とは違い、トレードマークの竹刀は所持しているものの背負ってはいない。
その正体は九頭龍組に所属するヒットマンであり、竹刀に真剣を仕込んでいる。九頭龍組の跡継ぎである冬彦の護衛を任務としている。
未来編
序盤に登場。二刀流となっている。九頭龍の指示で宗方に挑みかかる。その後は終里・弐大と共に未来機関と向き合う。
希望編
竹刀を武器に屈強な強襲部隊員と交戦し勝利している。その際、九頭龍に日本刀より竹刀の方がしっくりくると褒められる。
澪田 唯吹（みおだ いぶき）
声 - 小清水亜美
超高校級の「軽音楽部」。服装は『スーパーダンガンロンパ2』のものでも希望ヶ峰学園の制服でもなく、白いワイシャツとピンクのネクタイに黒いスカートを着用し、骨の模様が入った黒いタイツを履いている。
未来編
序盤に登場。西園寺と一緒に絶望コンサートで活躍しており、会場を絶望に沸かせていた。
希望編
大勢の制圧部隊員の前でコンサートを行い、自身の演奏で制圧部隊を気絶させる。
御手洗亮太（偽御手洗） / 超高校級の詐欺師
声 - 本郷奏多（御手洗変装時）・石田彰（十神変装時・変装解除時）
77期生「御手洗亮太」として通っている。本物の御手洗亮太とは違い第1話から登場。かなり太っており御手洗本人とは体型がかなり違う。戸籍も名前も家族も持たず、「超高校級の『詐欺師』」の才能で誰かに成りすまして日々を過ごしていた。希望ヶ峰学園入学時は十神白夜に成りすましていたが、ある理由から十神に成りすましての生活が不可能となり、無理な作業スケジュールで体調を崩して倒れていた御手洗を介抱したことがきっかけで彼に成りすました。
自分たちには連帯の必要はないと考えており、力を合わせてまでのりこえるべき苦難はないという観点から友達を作ろうとはしていない が、それはアニメ制作以外の全てを煩わしく感じるようになっていた当時の御手洗の模倣であり、自らの体調を顧みずに作業に打ち込む御手洗を気遣い世話を焼くなど本来は心優しく、クラスメイトにも深い信頼を寄せている。
その成りすましは体型を除けば完璧であり、模倣対象の声までも完璧に再現できる。
第9話で本物の御手洗と接触した七海たちの話を聞き、クラスメイト全員に自らの正体を打ち明けた上で、御手洗の変装を解除する。変装解除時の姿は肩近くまで伸ばした長めの黒髪をオールバックにした地味な顔立ちをしている。
BD-BOX第1巻初回限定盤に付属するドラマCD「黄桜公一の分身」では、タクシー運転手に成りすましていた際に乗客だった黄桜が過労で倒れるのを目にし、彼に成りすまして罪木、九頭龍、辺古山、田中、御手洗のスカウトを行っていた。
未来編
序盤に登場。十神変装時の姿を基に暗視スコープを付けている。動きも体型の割には素早い。
希望編
苦戦している宗方の前に彼の変装姿で現れ加勢し、目的を問われた時は「罪滅ぼしだ」と答える。御手洗の前に現れた時は彼の変装姿になっており、旅立つ時は十神の変装姿になっていた。

##### 両作品登場キャラクター
黄桜 公一（きざくら こういち）
声 - 藤原啓治
本作の新キャラクターの1人。元・希望ヶ峰学園の「生徒スカウトマン」。誕生日は9月29日。身長176cm。血液型AB型。
ウェーブのかかった金髪を首元まで伸ばし、白いつば広の帽子を被った壮年の男性。常に飄々とした態度を崩さず、深刻な雰囲気でも軽口を叩くなど軽薄に見えるが、スカウトマンとしての鋭い勘と観察眼を持つ。
霧切の父である仁とは、上司と部下であると同時に古くからの友人でもあり、初代『ダンガンロンパ』にも登場している霧切が幼い頃の霧切父子の写真は彼が撮影したものである。
BD-BOX第1巻および第3巻初回限定盤に付属するドラマCD「黄桜公一の分身」および「黄桜公一の出立」の語り部であり、仁とは少なくとも高校時代からの友人であることと、希望ヶ峰学園のOBで元・超高校級の「スカウトマン」であることが語られている。
未来編
- NG行動 - 左手を開く

未来機関の第三支部支部長を務める。天願と共に、苗木たちを未来機関にスカウトした人物でもある。天願同様、苗木処分反対派。
未来機関の黒いスーツ姿で、スラックスの裾を足首が見える程度にロールアップしている。また、『絶望編』と比べると顎髭が短くなり、無精髭のようになっている。査問会議という重要な場にありながらスキットルを携帯しているなど、酒好きな点は『絶望編』と変わっていない。
数年前には希望ヶ峰学園跡地での戦闘に参加するなど対絶望の最前線に立っており、その経験からトラップの扱いにも精通している。
《KOROSIAI GAME》開始直後は単独行動していたが、のちに霧切と御手洗と合流し共に行動している。理由については「『探偵』の近くにいた方が安全だから」と語ったが、本当は仁との約束に基づいたものだった。
十六夜の死体の調査中に現れた逆蔵の襲撃を凌ぐため、彼を挑発してトラップのスイッチを踏ませ一時的な無力化に成功する。しかし、直後に安藤が発動させたトラップにより落とし穴に転落しかけた霧切を救出するために左手を開き、NG行動違反の毒に蝕まれながらも彼女を引き上げるが、自らは力尽き底が見えない落とし穴の中へ転落していった。その際、亡くなった仁に「約束は守ったぜ、仁」と心中呟いていた。
絶望編
希望ヶ峰学園スカウト兼本科教員、77期生第1クラス担任として登場。ただし、酒好きが高じて頻繁に二日酔いを起こすことやスカウト業務の多忙さのため、担任の役割は実質的に雪染に一任している。
スーツの色は白で、焦げ茶色のベストを着用している。
第4話における実技試験での体育館爆破事件の責任を取って謹慎処分を受け、半年後雪染が本科に復帰すると同時に担任を正式に譲り、スカウト主任に転属。
第7話で、《希望ヶ峰学園史上最大最悪の事件》の情報が予備学科にリークされ大規模デモが発生する直前に、仁から「もし自分に何かあったら、娘のことを頼む」と頼まれる。
第11話では《人類史上最大最悪の絶望的事件》による被害が止むまで78期生とともに学園に残る意思を示した仁に「いざとなったら響子ちゃんはオレが命をかけて守る」と別れ際に伝え、天願とともに外へ出る。
天願 和夫（てんがん かずお）
声 - 柴田秀勝
本作の新キャラクターの1人。元・希望ヶ峰学園の「学園長」。誕生日は1月17日。身長140cm。血液型A型。
眼鏡をかけモスグリーンの厚手のジャケットを着た、やや腰の曲がった初老の男性。
未来編
- NG行動 - 質問に嘘で答える

未来機関の会長であると共に、第一支部支部長を務める。
未来機関のリーダーであり中心人物であると共に、黄桜と共に苗木たちを未来機関にスカウトした人物でもあるが、未来機関の実権は宗方に奪われてしまっている。
かつては「絶望の残党」に対してかなり強硬的な姿勢を取っていたが、その姿勢を翻し穏健派となったため、宗方や逆蔵との間には軋轢が生じている。絶望的思想に囚われた人々に対する殲滅活動は行き過ぎていると感じており、苗木の処刑に対しても穏健な立場を貫いている。好々爺を装ってはいるが、その実態は袖口に仕込んだ袖箭 と体術による戦闘を得意とする古強者である。
宗方との戦闘の際、捨て身の行動によって重傷を負いつつも宗方に自らの考えと襲撃者に関する情報を告げる機会を得るが、衝撃的な真実を知ってもなお自らの考えを曲げなかった宗方に喉元を切り裂かれ殺害される。
かつての強硬な態度が変化した理由は、「誰の心にも絶望はあり、誰もが絶望的思想に囚われ得る」という考えによるものであり、過去の自分や宗方が目指したような武力による絶望的思想の根絶に見切りを付けたからであった。
第12話で《KOROSIAI GAME》の黒幕と判明。数年前に雪染から「絶望ビデオ」と自殺ビデオのデータを受け取ったことにより、今回の計画を実行する。生前に用意していた動画メッセージを御手洗に届け、そのメッセージの中で《KOROSIAI GAME》によって未来機関支部長たちが犠牲となることを喜び、絶望的思想に染まったかのような態度を見せて御手洗にショックを与え、「希望のビデオ」の配信を決断させた。
その目的は本人から語られていないが、苗木は未来機関支部長たちを自殺ビデオを使用した《KOROSIAI GAME》の犠牲とすることで御手洗を精神的に追い詰め、「希望のビデオ」による強制的な絶望的思想の根絶を彼自身に決断させるためであると考えており、天願自身が「絶望の残党」だったわけではないと推測している。
絶望編
元学園長として希望ヶ峰学園の相談役を務めている。
学園上層部の方針には疑問を抱いているが、学園長を引退したことで実権を失っており自らが積極的に介入することは諦めている。日向創とは入学前から面識があり、被験体となることを承諾するか悩む日向には良く考えて決めるようにと助言している。
第11話で、希望ヶ峰学園が予備学科生による襲撃で混乱に陥る中で生き残り、外部からの事件への対処を図るために黄桜と共に学園から脱出する。
逆蔵 十三（さかくら じゅうぞう）
声 - 諏訪部順一
本作の新キャラクターの1人。希望ヶ峰学園の74期生で、元・超高校級の「ボクサー」。誕生日は4月14日。身長190cm。血液型O型。
鋭い目付きをした筋肉質の男性。『未来編』・『絶望編』どちらも良心がないわけではないが、親しい人間以外には必要以上に差別的・攻撃的 な言動を取ったり暴力的手段に訴えがちなために、人の誤解を受けやすい。
理解者である同期の宗方や雪染には深い信頼を寄せており、特に宗方には同性愛者としての恋愛感情を持っているが、雪染との絆には付け入る隙がないとして秘めている。
未来編
- NG行動 - 素手で攻撃する

未来機関の第六支部支部長を務める。
タンクトップ姿の上から長いコートを羽織っている。宗方を支えるため、彼の代わりに「汚れ役」を受け持っている。脅迫に屈し宗方を欺いた『絶望編』での出来事から二度と宗方を失望させたくないと考えており、仲間思いな面もあるものの親しい人間以外に対しては命をも軽視し理由があれば殺人すら行おうとする冷酷で残忍な人物。
「絶望の残党」には宗方以上に強く過激な敵意を剥き出しにしており、苗木のような「絶望の残党」に味方する人間も含めて全員殺してしまえばいいと主張している。
《KOROSIAI GAME》開始早々、苗木を裏切者と決めつけ、苗木と彼に協力的な人間たちの排除に乗り出す。NG行動により拳を封じられているため、攻撃手段には蹴りや武器を使っている。
第8話で霧切たちを追い詰めるが、黄桜の挑発で冷静さを失い、壁の絵の裏から発射されたトラップの槍に左肩を貫かれる。黄桜が落とし穴に転落したあと、壁に突き刺さった槍を引き抜き再度霧切たちを追い詰めるが、十六夜が脱出口らしき扉を見つけていたことを知らされたため、脱出口の確保を優先し、霧切たちを見逃した。脱出口が海底展望テラスと配電室に繋がっているだけのフェイクであることに気づいた後は、月光ヶ原（ロボット）を破壊した宗方と合流するも、生存者全員が「絶望の残党」だと思い込んでいた彼に刀で腹部を貫かれ致命傷を負う。
第11話で5度目の襲撃タイムで自殺しそうになった苗木を制止し、瀕死の状態でありながら襲撃者を突き止めることを諦めず、自ら左手首を切断してバングルを外していたことが明らかになる。苗木から襲撃者の正体を聞かされモニターの破壊を提案されるも、自分が倒せなかった江ノ島盾子を倒した苗木に対する嫉妬に似た憎悪を明かし、最後まで苗木と協力することを拒否してその場を去る。その後、フェイクの脱出口の先にあった配電室に1人で向かい、電源を落として全モニターを停止させることで《KOROSIAI GAME》に終止符を打ち、宗方の生存を願いながら事切れた。
絶望編
第1話で高校生時代の彼と思われる写真が登場しており、第3話から本格的に登場する。希望ヶ峰学園の警備部の責任者を務めており、警備部の制服を着崩している。凡人を嫌っている。
雪染と同じく宗方のために希望ヶ峰学園の内部調査を行っている。九頭龍菜摘殺害事件について調べようと本科校舎への立ち入り許可を求めた日向に対し、彼が学園上層部の暗部に触れて消されてしまう可能性を考え、暴行し罵声を浴びせるという強引な手段で事件から手を引かせようとするが、雪染に仲裁される。
予備学科生たちによる大規模なデモでは、門をよじ登って突破してくる予備学科生たちを薙ぎ倒して防いでいる。
盾子を怪しんだ宗方の指示で彼女の確保に向かうが、盾子の予想外の身体能力と洗脳済みの予備学科生を使った人海戦術によって敗北する。盾子と予備学科生たちに宗方への恋慕の情というひた隠しにしていた事実を突き付けられ嘲笑されるという辱めを受け、秘密を守りたければ「江ノ島盾子に怪しい点は見つからなかった」と報告するようにと脅迫を受ける。
宗方への虚偽報告後、絶望的思想の蔓延によって崩壊していく世界を目の当たりにして自責の念に苛まれ、江ノ島盾子への強い殺意を胸に行動するようになる。
忌村 静子（きむら せいこ）
声 - 藤田咲
本作の新キャラクターの1人。希望ヶ峰学園の76期生で、元・超高校級の「薬剤師」。誕生日は6月8日。身長160cm。血液型A型。
サージカルマスクを付け両手を紫色の手袋で覆った陰鬱な雰囲気の女性。マスクのせいで表情が読み取りにくい上に、低い声でぼそぼそと話すため感情が読み取りにくい。歯は矯正中。『未来編』では苗木処分に賛成しているが、根は心優しい性格の持ち主である。
安藤とは幼馴染の関係であるが、服用している薬剤の副作用によって糖分を摂取すると生命に危機が及ぶ状態であるため、彼女の菓子を食べることができない。
未来編
- NG行動 - 自分の影を踏まれる

未来機関の第四支部支部長を務める。希望ヶ峰学園退学で途方に暮れていた頃に救ってくれた恩人として、宗方を尊敬している。苗木処分賛成派だが、提案する尋問手段は「自白剤」など逆蔵と比べれば穏便な部類に入る。
在学時代の出来事から安藤と十六夜に「裏切り者」と称され嫌悪されていたが、自身も2人が「私を裏切った」と思っている。
《KOROSIAI GAME》開始後、NG行動に違反してしまった万代の解毒を試みたものの失敗したこともあり、《KOROSIAI GAME》を仕組んだ「絶望の残党」への怒りを募らせる。その後は宗方の元から逃げ出した苗木たちを追っていたが、安藤と十六夜と遭遇した際に安藤に罵倒されたことで激昂し、身体能力向上薬を多量に摂取し凶暴化した状態で2人を追いかける。
苗木たちを逃がそうとした月光ヶ原の攻撃の余波で安藤を見失い、身体能力向上薬の効果も切れたため、歪んでしまった自分と安藤の関係や誰も救えない自分の無力さに打ちひしがれ建物内を彷徨っていたが、その直後の3度目の襲撃タイムの犠牲者となり、ナイフで胸を刺され壁に磔にされたような形で息絶える。のちにナイフは安藤によって、十六夜殺害の偽装工作に利用された。
絶望編
第4話に登場。希望ヶ峰学園の生徒。『未来編』よりも声音が高く、表情も若干明るい。希望ヶ峰学園の制服姿で、腰に飾りベルトを着けている。
後輩の花村輝々とドーピングスープや媚薬エロエロスープなどを共同開発。
実技試験に臨む安藤に頼み込まれ、自分が開発した身体能力向上作用のある新薬を提供する予定だったものの、試験を延期させようとした狛枝凪斗の幸運による災難に巻き込まれる。その騒動で結果的に体育館爆破事件を起こしてしまい、安藤、十六夜と共に学園を退学処分となる。その際、安藤に「裏切り者」と罵倒されたことから、安藤が自分を利用するだけ利用した挙句に見捨てたと考え、険悪な関係となっている。
希望編
万代を救えなかった後悔からNG行動違反の毒への対策を試みており、解毒には至らなかったものの中毒症状の進行を劇的に遅延させる拮抗薬の開発に成功していたことが判明する。
安藤 流流歌（あんどう るるか）
声 - 水瀬いのり
本作の新キャラクターの1人。希望ヶ峰学園の76期生で、元・超高校級の「お菓子職人」。誕生日は11月20日。身長162cm。血液型B型。
ニット帽を被った愛らしい雰囲気の女性。彼女の作る菓子には麻薬並みの中毒性があるとも言われており、恋人である十六夜に食べさせている。
『未来編』で未来機関に属している人物の中でも特に自己中心的で身勝手な分類に入り『未来編』では十六夜以外に対しては命をも軽視する冷酷な一面を見せている。忌村とは複数の意味で対極に位置する人物。
忌村とは幼馴染の関係であるが、忌村が薬剤の副作用を理由に自分の菓子を食べないことで「菓子作りしか取り柄がない」というコンプレックスを刺激されたことや、忌村が菓子を食べられない埋め合わせとして過剰に尽くすようになったことで関係は歪み、希望ヶ峰学園退学を機に決裂している。
未来編
- NG行動 - 参加者がゲーム会場の外に出る

未来機関の第八支部支部長を務める。ピンク色の分厚いファー付きコートを着ている。
「裏切り」を何よりも嫌っており、同期の忌村に対しては過去に自分たちを裏切ったとして嫌悪を剥き出しにしている。
苗木処分賛成派だが、未来機関も希望ヶ峰学園も腐っていると評するなど、十六夜共々宗方の意向に完全に従っているわけではなく、宗方の抹殺も考えている。黄桜によると、若手隊員を集めるなど裏で派閥作りを行っており、未来機関を離脱し新組織の立ち上げを計画しているという噂がある。
十六夜に朝日奈を威嚇させたり、自らのNG行動を明かして協力を呼びかけた苗木の演説を冷笑したり、忌村が菓子を食べられない理由を知りながら、彼女のNG行動に気付いた際には見逃して欲しいならば菓子を食べるか宗方の殺害を宣言しろと強要するなど、冷酷な行動を取る。また「裏切り」に対する恐怖があり、それゆえに脱出口らしき扉の存在を知った十六夜を苦悩の末に殺害し、3度目の襲撃に遭った忌村の死体から抜いたナイフを刺すなどして襲撃犯の犯行に偽装した。その後は生存者の皆殺しを画策し霧切を殺害しようと試みるも黄桜が身代わりとなって失敗、逆蔵が宗方に刺される現場を目撃し一人廊下を彷徨う中、4度目の襲撃タイムの犠牲者となり、胸にナイフが刺さり身体中をズタズタにされた姿となって息絶えた。
絶望編
第4話に登場。希望ヶ峰学園の生徒。希望ヶ峰学園の制服姿で、袖口や襟元にファーの飾りを着けている。
狛枝の幸運による災難に巻き込まれ退学処分となる。実技試験での爆破事件について忌村が自分を陥れたと思い込んでおり、以来険悪な関係となっている。
十六夜 惣之助（いざよい そうのすけ）
声 - 江口拓也
本作の新キャラクターの1人。希望ヶ峰学園の76期生で、元・超高校級の「鍛冶屋」。誕生日は2月20日。身長180cm。血液型B型。
全身を包む赤いコートが特徴の男性。無口で、同期である安藤以外とは交流しようとしない。総じて善人とは言えないが安藤を思う心は本物である。
安藤とは幼馴染の恋人同士であり、彼女の作った菓子の美味しさを「おいちい」と表現する癖がある。子供の頃からよく安藤の膝を枕代わりにして寝ている。
未来編
- NG行動 - 食べ物を口にする

未来機関の第九支部支部長を務める。未来機関の武器開発を担っており、コートの裏には苦無や鏢など様々な暗器が仕込まれている。
同期の忌村に対しては、過去に「裏切り」を受けたことから安藤同様嫌悪感を抱いている。苗木処分賛成派。
安藤の作った菓子をよく食べているが、《KOROSIAI GAME》を開始してからは食べないでおり、のちにNG行動の影響であることが明かされている。忌村を殺害する武器を持ってくる途中に、倒れた本棚にあった秘密の出入口を発見するが、安藤のNG行動への影響を懸念して隠した上で大量のトラップを仕掛けた。しかし、疑心暗鬼に耐えられず「裏切られる前に裏切る」という結論に達した安藤にキスに乗じて口移しで飴玉を与えられ、NG行動違反で死亡する。それでも彼女の裏切りを咎めず、彼女への愛を口にしながら息を引き取った。
絶望編
第4話に登場。希望ヶ峰学園の生徒。希望ヶ峰学園の制服の上からコートを羽織っている。
狛枝の幸運による災難に巻き込まれ、退学処分となる。
舞園 さやか（まいぞの さやか）
声 - 大本眞基子
希望ヶ峰学園の78期生、超高校級の「アイドル」。
苗木と同期の元クラスメイトであり、中学時代の同級生でもある。初代『ダンガンロンパ』において、希望ヶ峰学園で行われた「コロシアイ学園生活」の最初の犠牲となり命を落としている。
未来編
第11話で、洗脳映像を見た苗木の幻覚の中に登場。霧切や「コロシアイ学園生活」で犠牲となった他の78期生と共に現れ、苗木に自殺を唆した。
絶望編
第4話で写真のみ登場。この頃には既に国民的アイドルであり、写真集の出版もしていた。
第11話で本人も登場し、苗木たち78期生と共に旧校舎に閉じこもり、校舎をシェルター化するために窓に鉄板を取り付けていた。また、初代『ダンガンロンパ』とは違い、敬語ではなく普通に苗木と話している。
桑田怜恩、山田一二三、大和田紋土、セレスティア・ルーデンベルク、石丸清多夏、大神さくら、不二咲千尋
希望ヶ峰学園の78期生。初代『ダンガンロンパ』において「コロシアイ学園生活」の犠牲となり命を落とす。
『絶望編』11話でも、学園をシェルター化する際に上記の舞園や苗木たち（後の生き残りメンバー6人）とともに登場している。

##### 未来編のキャラクター
未来機関
公式ホームページなどにおける記載に合わせ、支部長となっている組織順に記述する。
月光ヶ原 美彩（げっこうがはら みあや）
- NG行動 - 右折行動を行う（旋回は可）

本作の新キャラクターの1人。学園での期生数は不明。元・超高校級の「セラピスト」。身長153cm。未来機関では、第七支部支部長を務める。
未来機関の黒いスーツの上からダッフルコートを羽織り、赤い厚手のマフラーで口を覆った小柄な女性。セラピストとして「新世界プログラム」の開発に携わった。
極度の人見知りであるため、一切口を開くことがない。モニターやキーボードが据え付けられた大型の電動車椅子に乗って移動し、モニターに表示したプログラム「モノミ」を利用して会話をする。中立派。
実は、《KOROSIAI GAME》に参加している月光ヶ原は塔和モナカが遠隔操作する精巧なロボットであり、本物は既に首を前後180度に捻じ折られて殺害されている。マフラーや車椅子もロボットを構成するパーツの一部であり、前者は補助腕に、後者は火器などを搭載した多機能武装になる。
モナカが塔和シティから逃亡した後は放棄されたが、自律機動に移行し宗方と遭遇・交戦する。最終的に、胸部に内蔵された端末を奪われた上で破壊される。
モノミ / ウサミ
声 - 貴家堂子
右半身が白、左半身がピンクのウサギ型のぬいぐるみ。実体はなく、月光ヶ原の乗る車椅子のモニターに表示される会話プログラムとして登場。
『スーパーダンガンロンパ2』と同様に最初は「ウサミ」として登場するが、モノクマの内部ハッキングにより「モノミ」に変えられる。
赤ちゃん言葉を使うしゃべり方や外見は『スーパーダンガンロンパ2』とほぼ同じだが、右耳の飾りがピンクのリボンから金色の三日月型のプレートに変わっている。
万代 大作（ばんだい だいさく）
声 - 釘宮理恵
- NG行動 - 参加者の暴力を目撃する

本作の新キャラクターの1人。希望ヶ峰学園の66期生で、元・超高校級の「農家」。未来機関では、第十一支部支部長を務める。誕生日は4月10日。身長213cm。血液型O型。
大柄な身体とアフロヘア、口を囲むような髭が特徴の男性。麦わら帽子を首に引っかけ草履を履くなどラフな服装をしている。容姿にまったく似つかわしくない、少女じみた高い声の持ち主。
比較的マイペースな性格で、事態を当人以外には全く意味がわからない自作のことわざで表現する。中立派。
《KOROSIAI GAME》開始後、御手洗の態度に苛立った逆蔵が彼を蹴って暴行を加える場面を目撃してしまい、NG行動違反によって死亡する。
グレート・ゴズ
声 - 三宅健太
- NG行動 - 3カウントをとられる

本作の新キャラクターの1人。希望ヶ峰学園の69期生で、元・超高校級の「レスラー」。未来機関では、第十二支部支部長を務める。誕生日は5月8日。身長210cm。血液型A型。
未来機関のスーツを着用し、牛を象ったマスクを被った大柄な男。未来機関では、会長である天願のボディーガード役も務めている。本気を出すと、エルボー・ドロップで建物の床を破壊するほどの力を発揮する。
肩書や容姿のイメージとは裏腹に、正義感が強く物腰穏やかで苗木らの処遇にも冷静な態度を貫いているが、感情が高ぶると荒々しい態度を見せ口調も熱血漢らしいものへと変わる。元は中立派だったが、苗木処分反対派に変わった。
《KOROSIAI GAME》開始後、苗木を宗方たちから守るために共に行動するが、2度目の襲撃タイムの犠牲者となり、胸にナイフが刺さり天井にケーブルで吊り上げられた姿で発見される。
絶望関係者
モノクマ
声 - TARAKO
右半身が白、左半身が黒のクマ型のぬいぐるみ。未来機関のトップを本部に閉じ込め、《KOROSIAI GAME》を強要する。
本部内ではモニター上に登場するのみだが、塔和シティにいる塔和モナカはモノクマ型のロボットたちを使役している。
『絶望編』第5話では江ノ島盾子がモノクマを描いている。
塔和 モナカ（とうわ モナカ）
声 - 平野綾
第4話から登場。かつて存在した希望ヶ峰学園付属小学校の生徒で、元・超小学校級の「学活の時間」。『絶対絶望少女』では名前の漢字表記が「最中」であることが明かされているが、作中ではカタカナで表記されている。
「希望の戦士」を名乗る江ノ島盾子の信奉者のリーダーであり、『絶対絶望少女』で描かれた塔和シティの惨劇を引き起こした人物。塔和シティで苗木の妹・こまるに敗れたあとは、「希望を輝かせるための絶望」を求める狛枝の保護を受けていた。
現在は『絶対絶望少女』のスタッフロールで描かれたものと同じ髪が伸びた姿で塔和シティのはずれにある改装したビルに潜伏し、本物の月光ヶ原と入れ替わりに、遠隔操作ロボットで《KOROSIAI GAME》に潜入している。
新月渚からは「江ノ島盾子の後継者になろうとしている」と語られ、十神からは今回の黒幕と推測されていたが、実際は狛枝の希望や絶望に対するあまりに狂気的な姿勢を見て「ああはなりたくはない」と思い、とっくに後継者になることはやめていた。江ノ島盾子を模倣した情緒不安定な振る舞いも見せたものの、後継者を目指していたことについては黒歴史（恥ずかしい過去）と吐き捨てるなど基本的に無気力状態となっており、ゴミだらけのトラックの中で自堕落な生活を送っていた。
《KOROSIAI GAME》に潜入していた理由も、単に苗木という人間を近くで観察してみたかったからであり、朝日奈に殺害偽装の悪戯をしたことを告白し本物の月光ヶ原の殺害も自暴自棄気味に自らの犯行だと認めているが、それ以外の事件への関与は否定している。
やって来たこまるたちに「78期生の生き残りの誰かが苗木のせいで死ぬことになる」と告げた後、「絶望も希望も全てが面倒になったので思考放棄して宇宙に行く」と宣言し、モノクマたちを使ってトラックごと空に飛び立ち塔和シティから逃亡する。
元・希望の戦士
新月渚、大門大、空木言子、煙蛇太郎
声 - 伊瀬茉莉也（新月渚）
第7話に登場。元・希望の戦士で、元・超小学生級の子供たち。『絶対絶望少女』のスタッフロールで描かれたものと同じ姿で登場する。
『絶対絶望少女』の一件でモナカと決別し、現在はこまると連絡を取り合うなど未来機関に協力しているが、友達だったモナカには複雑な感情を抱いており、新月はなるべく彼女に危害を加えないようにとこまるに頼んでいる。

##### 絶望編のキャラクター
希望ヶ峰学園関係者
霧切 仁（きりぎり じん）
声 - 小山力也
希望ヶ峰学園学園長。霧切響子の父親。
初代『ダンガンロンパ』において、希望ヶ峰学園を舞台とした「コロシアイ学園生活」の開始直前に「宇宙旅行」と称された"おしおき"に遭い、殺害されている。
密かに行われている人体実験やあらゆる不祥事を隠蔽する学園のあり方に疑問を持っているが、自らも才能に対しては強い好奇心と探求心を持っているため、倫理観と好奇心の狭間で苦悩している。
《希望ヶ峰学園史上最大最悪の事件》の発生後、13人もの生徒会生徒が殺害されるという異常事態を隠蔽しようとする上層部に激しい憤りを覚えるが、天願からは学園の存続を考えるならば隠蔽しか方法がないと指摘され、上層部の抱える暗部への不安から、自身に何か起こった場合は娘を守るようにと黄桜に託す。
第11話では、洗脳によって殺戮と破壊に走った予備学科生たちを抑え切れず、天願と黄桜と共に学園長室に籠城する。さらに世界中で暴動やテロが頻発していることを知り、外に出る二人とは異なり生き残った78期生を守るために学園に残り、旧校舎に閉じこもって彼らを隔離して守るシェルター化計画の実行を決意する。しかし、盾子とむくろの正体に気づくことができなかったためこれが裏目に出てしまい、後に「コロシアイ学園生活」の幕開けとなってしまう。
BD-BOX第1巻初回限定盤に付属するドラマCD「黄桜公一の分身」では、希望ヶ峰学園のOBであり黄桜とは少なくともその頃からの友人であることが描写されている。
九頭龍 菜摘（くずりゅう なつみ）
声 - 山崎はるか
第2話のラストから登場。希望ヶ峰学園予備学科生の転入生。『スーパーダンガンロンパ2』にも写真に登場したが本作では本格的に登場する。
自称・超高校級の妹で九頭竜冬彦の妹｡超高校級の兄と並ぶため本科への移動に執着しており、兄のクラスメイトである小泉を追い落として代わりに本科入りを果たそうと執拗な嫌がらせを行っていた。
本科への移動に執着する理由と兄への想いを居合わせた日向に打ち明けた後日、校舎にて（サトウ曰く）謎の不審者により殺害される。
サトウ
声 - 清水愛
本作の新キャラクターの1人で『絶望編』第3話に登場。希望ヶ峰学園の予備学科生｡
小泉真昼の親友で、前の学校では小泉や菜摘と共に写真部に所属していた。小泉に対して陰湿な嫌がらせを行う菜摘に対し嫌悪感と殺意を抱いている。菜摘が殺害されてから日向の質問に答えずその後、連日欠席していたが、何者かによって遺体として発見されたことが語られた。
神座 出流（かむくら いずる）
希望ヶ峰学園創立者。『スーパーダンガンロンパ2』では写真のみの登場だが、こちらでは像で登場している。
希望ヶ峰学園78期生
江ノ島 盾子（えのしま じゅんこ）
声 - 豊口めぐみ
第5話から登場。希望ヶ峰学園78期生、超高校級の「ギャル」。むくろの双子の妹であり、全世界に絶望的思想を蔓延させ、秩序を崩壊へと追いやった張本人。
生まれつき物事の先の先を読める「超分析力」を持つが、それゆえに先の読める世界に退屈しており、その本質は未知である「絶望」に興奮する「超高校級の『絶望』」そのものであることが明かされた。自分自身が感じる「絶望」すら悦びの対象としており、退屈を紛らわせてくれる「絶望」のためなら自分で作った砂山を自分で崩すような破滅的行動も行う。基本的には肩書きである「ギャル」に準じた口調・振る舞いだが、自分のキャラクターにすら飽きたという理由でナレーション役になりきるなど別人のような言動をしてみたりと「ギャル」としての振る舞いは表向きの仮面でしかなく、本性は猟奇的な拷問も嬉々として行う冷徹・残忍な性格。彼女の入学は黄桜らによるスカウトではなく、希望ヶ峰学園評議委員会の評議委員による強い推薦で認められた特例であったことが明かされている。
作られた希望であったカムクライズルに接触する。また、本物の御手洗亮太とすれ違った際に運命的なものを感じ、御手洗の才能について知っていく中で彼の持つ技術に目を付け、いち早く彼の身柄を確保してアニメを作らせ、その技術を分析・習得すると共に自らの「洗脳ビデオ」への制作協力をさせようと目論む。ナイフや千枚通しなどを暗器にし、巧みに扱う。
やがて希望ヶ峰学園の生徒会メンバーを脅して旧校舎に集結後に監禁、殺し合いを強要して《希望ヶ峰学園史上最大最悪の事件》を引き起こす。そして、最後に生き残った1人 をカムクラに始末させると、この事件や予備学科生の真の目的など学園が今まで隠蔽していた事実を予備学科生にリークし、予備学科生による大規模なデモ（「パレード」）を発生させる。
御手洗の技術を一部分析・習得し、洗脳ビデオの完成度を上げて罪木、雪染を洗脳。七海と狛枝が地下施設に侵入したことで御手洗の逃亡を許すも、彼に当座の目的であるクラスメイトの洗脳を明かした上で「それに協力しながら何もできず逃げる」ことこそ彼の絶望として見逃した。やがて技術の不足を補うため、罪木と雪染を利用して誘き出した77期生らと七海を分断、学級委員長としてクラスの「希望」となっていた七海の"おしおき"＝公開処刑を観せることで、残る彼らを全員洗脳し絶望的思想へと染め上げた。
希望ヶ峰学園崩壊後は、78期生のクラスメイトと共に旧校舎に閉じこもり、校舎をシェルター化するために窓に鉄板を取り付けていた。その際、苗木のことを「不規則な幸運により分析し切れない存在」として警戒していたが、自分の計画が失敗しても絶望できるという可能性からあえて放置した。
戦刃 むくろ（いくさば むくろ）
声 - 豊口めぐみ
第5話から登場。超高校級の「軍人」。盾子の双子の姉。
盾子を溺愛しており、彼女にくだらない理由で殺意やナイフを向けられても、それを「盾子は姉である自分を殺すという絶望を楽しみたがっており、殺すと絶望を感じるほどに自分を愛してくれている」と捉え幸福に感じるなど、盾子とは別の意味で絶望的な精神構造の歪みを抱えている。盾子の計画に協力しているのだが、肝心なことを教えてもらえていないことが多い。
《希望ヶ峰学園史上最大最悪の事件》では最初に生徒会メンバーの前に現れてコロシアイを強要し、反抗する彼らの1人を見せしめで射殺する。コロシアイが始まると、盾子に『翼をください』を歌わされる。
予備学科生たちの大規模デモの際は、隠し部屋を知った者の口封じを任されていたが、狛枝に頼まれた辺古山の妨害に遭い戦うことになるも彼女を退けている。その後は雪染を拘束してコロシアイビデオを見せるがなかなか堕ちない彼女を盾子に任せられ、針を使った脳への干渉技術を使用して彼女を完全に洗脳。11話では希望ヶ峰学園旧校舎のシェルター化を盾子とともに行う。このとき、盾子が苗木の幸運を危険視していることに対して「殺すの？」と尋ねていた。
生徒会
第7話に登場。生徒会に所属するメンバー14人。
メンバーは盾子たちによって脅されて旧校舎に集められ監禁される。そこでコロシアイを強要されてそれに反抗するも、メンバーの1人がむくろに射殺されてしまい、さらにメンバーそれぞれの動機や大量の凶器（拳銃や刀、槍やチェーンソーなど）が用意されてコロシアイを強制され、メンバーの1人の錯乱から殺し合いが始まる。
そして、最終的に生き残ったメンバーをカムクラに始末させた。これにより、生徒会のメンバーの中ではただ1人だけが生還した。
以下の名前は、生徒会に所属していた生徒である。
村雨 早春
声 - 白井悠介
生徒会長。劇中ではコロシアイを強制され、生田が殺されて動揺しているメンバーをまとめようとするも、如月の暴走で殺し合いが始まってしまう。
その後の描写は無いが、唯一コロシアイで生き残った模様。
生田 ことみ
声 - 茅野愛衣
副会長。カチューシャ・長髪の少女。コロシアイを強要する盾子たちに反抗するも、見せしめでむくろに射殺される。
如月 かれん
声 - 井上ほの花
書記。眼鏡をかけた大人しそうな少女。コロシアイでは用意された動機で母の異変を知って早々に錯乱状態に陥り、母のことを口走りながら染屋を刀で刺殺し、そのまま他のメンバーに襲い掛かったため、殺し合いの幕開けとなる。
最期は無数の矢が刺さった姿で息絶えていた。
染屋 涼太
声 - 筆村栄心
パーカーや制服にいくつものぬいぐるみを付けている少年。盾子たちが去った後、自分たちにコロシアイを強制した盾子たちを殺すことをメンバーに主張し、市野と口論になるが、錯乱状態の如月に背後から刀で刺し殺される。
日野 明日晴
声 - 井口祐一
眼鏡をかけた弱々しい雰囲気の少年。だが、コロシアイでは積極的に殺し合いを行い、サブマシンガンで豪力と梅沢を銃撃していた。最終的に村雨以外のメンバー全員が死んで自分だけになったところにカムクラが現れ、自分には勝てないと忠告されるも、構わずチェーンソーを振りかざしてカムクラを襲う。しかし、返り討ちに遭って窓に叩きつけられ、そのまま起動中のチェーンソーの上に倒れ込んで致命傷を負い、最後の足掻きでカムクラに向けて銃を撃った後に死亡した。
豪力 供彦
声 - 拝真之介
巨漢で怪力の少年。コロシアイではナイフを持ち、梅沢とともに日野のサブマシンガンにさらされるが、自分の傍にいた梅沢をナイフで刺殺し、そのまま彼女の死体を日野にめがけて投げ飛ばし、彼が倒れた隙に首を絞めて殺そうとした。だが、梅沢に刺さっていたナイフを抜き取った日野に首を刺され、そのままメッタ刺しにされて死亡。
黒崎 太郎
声 - 福山潤
制服を着崩した美形の少年。紙衣とは恋人同士。コロシアイを拒否し、紙衣とともに自決しようとしたが、背後から市野に槍で刺されて死亡する。
紙衣 つばさ
声 - 荒川美穂
金髪ロングの少女。黒崎とは恋人同士。コロシアイを拒否し、黒崎とともに自決しようとするが、市野に槍で刺された黒崎が覆いかぶさって倒れ、身動きが取れないところを市野に槍をシャベルで打ち付けられて串刺しにされる。
市野 庄助
声 - 山谷祥生
制服の上着を腰に巻いた赤髪の少年。西澤に密かな好意を寄せていたが、コロシアイが始まると槍を持ち、襲い掛かって来た西澤を返り討ちにして殺害。恋人同士で自決しようとした黒崎と紙衣に嫉妬し、二人まとめて串刺しにするが、想い人や仲間を殺した罪悪感に耐え切れず発狂して泣き叫ぶ。
その後の描写は無いが、背後からチェーンソーを持って忍び寄って来た如月に殺された模様。
梅沢 愛子
声 - 本渡楓
兎耳のフード付きの服を着たオッドアイの少女。コロシアイではフライパンを持ち、豪力とともに日野のサブマシンガンの銃撃にさらされるが、豪力に裏切られナイフで刺し殺された。そして、自身の死体はそのまま日野にめがけて投げられてしまう。
横尾 正治
不良のような容姿をした少年。特に活躍することなく死亡する。
久保 大器
声 - 大沢初命
肥満体の少年。わずかにセリフがある以外、特に活躍することなく死亡する。
西澤 桐子
声 - 三森すずこ
短めのツインテールの根本にお団子を作った髪型でリボンをつけた少女。コロシアイではシャベルを持ち、自分に好意を寄せていた市野に襲い掛かるも返り討ちに遭って死亡。同時に絶望的な状況の中で彼から想いを告げられた。
柏木 鈴子
声 - 小清水亜美
短髪の少女。コロシアイではスタンガンを持つが、特に活躍することなく終盤に日野に拳銃で射殺される。

##### 希望編のキャラクター
未来機関 元・超高校級強襲部隊
声 - 三橋貴義、笹島光弘、日置秀馬
未来機関に所属する希望ヶ峰学園のOB・OGたちで構成された強襲部隊。全員がゴーグルを付けている。
主に希望ヶ峰学園77期生のメンバー（かつての絶望の残党）と対決をするが御手洗のいる施設を護衛するメンバーもいる。
メンバーの中には投げナイフや火を吹く攻撃を使うメンバーや、扇子と将棋の駒を手にしたメンバーなどがいる。

#### 用語
未来編
絶望の残党
「超高校級の『絶望』」を中心とする、「様々な形で世界や人々に『絶望』を与える」という絶望的思想に感化された人々。共通するのは「『絶望』を与える」という思想のみであるため、集団として統率が取れているわけではないが、その分全容を把握するのは困難となっている。
特に希望ヶ峰学園の77期生であった14人とカムクライズルは世界に与えた被害が大きく、「絶望の残党」の中心的存在として未来機関から危険視されている。
未来機関
世界に蔓延した絶望的思想による秩序の崩壊に対処するため、希望ヶ峰学園のOB・OGを中心として設立された機関。
全支部共通の任務として一般市民の保護や「絶望の残党」の捕縛を行う他に、各支部がそれぞれ絶望的思想の蔓延によって崩壊しかけた世界を立て直すための役割を割り振られている。
- 第一支部：未来機関の総意決定、全体の統率
- 第二支部：実務的中枢としての運営管理全般
- 第三支部：人員のスカウトや配置等の人事全般
- 第四支部：医療技術の研究・開発
- 第五支部：「絶望の残党」に関する諜報活動
- 第六支部：暴動鎮圧などの治安維持
- 第七支部：サイバー犯罪などに対応するセキュリティ管理と絶望的思想によって精神を病んだ人間への治療方法の開発
- 第八支部：食料の安全供給支援
- 第九支部：武器等の整備・開発・管理
- 第十支部：文化や教育面での復興支援
- 第十一支部：「絶望の残党」の影響で荒れた土地に対する農業支援
- 第十二支部：インフラの復興支援
- 第十三支部：被害が甚大で復興の手が及んでいない地域に対する食糧・物資の供給
- 第十四支部：未来機関の広報活動

《KOROSIAI GAME》
モノクマが未来機関支部長たちを参加させた新たな「コロシアイ」。モノクマ曰く、希望ヶ峰学園で行われた「コロシアイ学園生活」同様、ゲームの模様は全未来機関や全世界に中継されているとのことだが、第6話でそれが事実ではなかったことが判明している。
判明している参加者は葉隠を除く15人であり、第4話冒頭でもテロップで葉隠が参加者から除外されていることが表示されているが、OPの生存者数カウントは16人からスタートしている。以下の3つのルールが設けられている。
- 参加させられた未来機関メンバー全員の左手首には特殊なバングルがつけられており、指定されたタイムリミットになると催眠薬が注射され強制的に一定時間眠らされる。バングルは白と黒の2色に分かれたデザインで、白い面が外側（手の甲側）、黒い面が内側（掌側）になっている。バングルには小型ディスプレイが組み込まれており、タイムリミットと後述の「NG行動」の内容を表示させ確認することができる（タイムリミットは白い面、NG行動の内容は黒い面にそれぞれ赤字で表示される）。また、タイムリミット時とNG行動違反時にはそれぞれ違うメロディのアラームが鳴り、NG行動違反の場合はバングルの両面にNG行動の内容が点滅表示されることで違反が告知される。
- メンバーの中には「襲撃者（裏切り者）」がおり、メンバーが眠っている間に襲撃者だけは目覚めることができ、1度のタイムリミット（襲撃タイム）中に1人だけ殺害する。つまり襲撃者がいなくなりタイムリミットが来ても誰も死なない場合は「ゲームクリア」となる。モノクマは「ゲームクリア」のために襲撃者として疑わしき人物を殺害するという形の「コロシアイ」を望んでいる。なお、襲撃者による被害者は全員心臓を狙ったナイフでの一突きで殺害されており、グレート・ゴズや忌村の死体の胸には、モノクマの赤い左目を模した鍔とモノクマの身体と同じ白黒のツートンカラーの柄を持つ特徴的なナイフが突き刺さっていた。

- しかし、実際にはモノクマの言う「裏切り者」など存在せず、襲撃タイムの時点でモニターに最も近かった者だけが先に目覚めさせられ、モニターに映し出された洗脳映像とモニターから投下されるナイフによって自殺へと追い込まれているというのが真相であった。なお、苗木が目にした映像の冒頭には「モノクマのグルーミー・サンデー」というタイトルが表示されていた。

- 各人に1つずつ「NG行動」と呼ばれる禁止事項が設定されており、（自発的受動的にかかわらず）それを行うとバングルより致死量の毒が注射され死に至る。また、バングルを無理矢理外そうとしたり監視カメラなどの中継機を破壊した場合もNG行動違反と見なされる。なお、バングルの毒に侵された人間には、左半身の皮膚の黒ずんだ赤紫色への変色や左目からの出血といった外見の変化が現れる。その毒は、忌村が常備していた解毒剤では効かないほど強力で、かつ即効性も高く、忌村でも知らない未知の毒薬を使用している。

絶望編
希望ヶ峰学園評議委員会
希望ヶ峰学園上層部に君臨し学園を実質的に支配する、権力者の集まり。才能の研究のためならば手段を択ばず、非人道的な行為も厭わない。
予備学科
国からの援助だけでは十分な才能の研究を行えず資金難に陥っていた希望ヶ峰学園が、資金集めのために開設した学科。特別な才能を持たずとも入学できる代わりに、学費は高額となる。
表向きは、実績次第で超高校級の生徒が学ぶ本科への編入の可能性もあるとされているが、実際には学園上層部は予備学科生を資金集めのための道具としか見ておらず、学園内では予備学科に対する差別や冷遇が横行していた。
カムクラプロジェクト
希望ヶ峰学園で密かに行われていた、人工的に「超高校級の希望」を創り出し育成するプロジェクト。
被験者は今まで学園が研究したきた全ての才能を会得するが、膨大な量の才能を高いレベルで行使するには被験者自身の感覚・感情・思考・思想・記憶などは邪魔であるため、精神の奥底に押し込められた状態となり、被験者のそれまでの人格は実質的に破壊された状態となる。
希望ヶ峰学園史上最大最悪の事件
江ノ島盾子によって希望ヶ峰学園生徒会メンバー13人が殺し合うことになった事件。全員の弱みを調べ上げそれを脅迫材料に凶器を渡し、生徒会メンバー同士で殺し合うように仕向けた。
その惨劇後、盾子がカムクライズルを首謀者に仕立て上げたため、学園側はプロジェクトの露呈を防ぐために隠蔽を図ろうとしたが、盾子本人によってプロジェクト内容と共に意図的にリークされた。
『スーパーダンガンロンパ2』で事件の概要が語られており、『ダンガンロンパ/ゼロ』でカムクライズル以外に1人だけ生存者がいたことが確認されている。
パレード
《希望ヶ峰学園史上最大最悪の事件》と予備学科設立の真相がリークされたことで起こった予備学科生による大規模デモ。
「希望ヶ峰学園にデモ活動を行うような生徒は存在しない」という学園側の方針により、「デモ」ではなく「パレード」と呼称されており、学園側のその動きを予想していた盾子はデモ発生前の時点から予備学科生のデモを「パレード」と呼んでいた。
最終的には洗脳により凶器を携えて本科校舎を襲撃し、殺戮と破壊の限りを尽くすと、自殺を誘発させる洗脳映像が添付された盾子からのメールによって全員が一斉に自殺を図った。この暴動により、死亡を偽装した77期生第1クラス14名と意図的に生かされた78期生の（盾子とむくろを除く）14名以外の希望ヶ峰学園の生徒はほぼ全滅し、希望ヶ峰学園旧校舎にて78期生を保護するシェルター化が進められることとなった。

#### スタッフ
- 原作 - スパイク・チュンソフト[17]
- シナリオ原案・総指揮 - 小高和剛[17]
- 総監督 - 岸誠二[17]
- 監督 - 福岡大生[17]
- 助監督 - 木野目優（未来編） / 野亦則行（絶望編）
- シリーズ構成 - 海法紀光
- キャラクター原案 - 小松崎類[17]
- キャラクターデザイン - アミサキリョウコ（未来編）[17] / 森田和明（絶望編）[17]
- プロップデザイン - 廣瀬智仁・鷲北恭太（未来編） / 松本恵（絶望編）
- CG - エフシック（未来編） / ラッキーピクチャーズ（絶望編）
- 背景原案 - ダンガンロンパスタッフ
- 美術設定 - 大平司（未来編） / 小倉奈緒美（絶望編）
- 美術監督 - 鈴木友成（未来編） / 若松栄司（絶望編）
- 色彩設計 - 加口大朗
- 撮影監督 - 平川竜嗣（未来編） / 芹澤直樹（絶望編）
- 編集 - 坂本雅紀
- 音響監督 - 飯田里樹
- 音楽 - 高田雅史[17]
- 音楽制作 - NBCユニバーサル・エンターテイメントジャパン
- 音楽プロデューサー - 西村潤、川口真司
- ダンガンロンパシリーズプロデューサー - 寺澤善徳
- チーフプロデューサー - 古澤陽一郎
- プロデューサー - 熊田麻代、上田耕行、山崎史紀、岡村武真、比嘉勇二、中崎裕介、安藤盛治、中村剛之、和田洋介
- アニメーションプロデューサー - 比嘉勇二
- アニメーション制作 - Lerche[17]
- 製作 - 希望ヶ峰学園第3映像部

#### 主題歌
未来編
オープニングテーマ「DEAD OR LIE」
作詞 - 黒崎真音 / 作曲・編曲 - 黒瀬圭亮 / 歌 - 黒崎真音 feat.TRUSTRICK
第11・12話では未使用。
エンディングテーマ「Recall THE END」
作詞 - 神田沙也加 / 作曲 - Billy / 編曲 - Billy、NARASAKI / 歌 - TRUSTRICK
第5話ではED時間が長くなり、イラストなども少し変わっている。
第6話では未使用。

絶望編
オープニングテーマ「カミイロアワセ」
作詞 - Annabel / 作曲 - やなぎなぎ / 編曲 - 永尾ヨシヒサ / 歌 - binaria
エンディングテーマ「絶対希望バースデー」
作詞 - em:ou / 作曲 - 山田智和 / 編曲 - 渡辺拓也 / 歌 - 狛枝凪斗（緒方恵美）
第3話、第7話では未使用。
挿入歌「翼をください」（第7話）
作詞 - 山上路夫 / 作曲・編曲 - 村井邦彦 / 歌 - 戦刃むくろ（豊口めぐみ）

希望編
エンディングテーマ「ever free」
作詞・作曲 - hide / 歌 - hide with Spread Beaver
ロックバンド「X JAPAN」の元ギタリスト・hideの楽曲で、彼の死去直後に発表された。hideのファンである原作者の要望により実現した。

#### 各話リスト
| 話数 （総合）    | サブタイトル                    | 脚本             | 絵コンテ                         | 演出             | 作画監督 | 総作画監督                |
| 未来編（全12話） | 未来編（全12話）                | 未来編（全12話） | 未来編（全12話）                 | 未来編（全12話） | 未来編（全12話） | 未来編（全12話）          |
| ---------------- | ------------------------------- | ---------------- | -------------------------------- | ---------------- | --- | ------------------------- |
| #01（01）        | Third time's the charm          | 海法紀光         | 橋本裕之                         | 木野目優         | アミサキリョウコ、成川多加志 もりやまゆうじ | アミサキリョウコ          |
| #02（03）        | Hang the witch                  | 海法紀光         | 久行宏和                         | 南康宏           | もりやまゆうじ、松本純平 廣瀬智仁 | 市川美帆 アミサキリョウコ |
| #03（05）        | Cruel violence and hollow words | 海法紀光         | きむらしんいちろう               | 福井洋平         | 牛ノ濱由惟、星野真澄 廣瀬智仁 | アミサキリョウコ          |
| #04（07）        | Who is a liar                   | 三輪清宗         | 久藤瞬 きむらしんいちろう 鈴木行 | 石田暢           | 長谷川一生、吉田徹 | 市川美帆                  |
| #05（09）        | Dreams of distant days          | 三輪清宗         | 黒川智之                         | 黒田晃一郎       | 齋藤樹里、今泉竜太 渡邊一平太、はしもとかつみ 櫻井拓郎、椎田竹若 | アミサキリョウコ          |
| #06（11）        | No man is an island             | 海法紀光         | きむらしんいちろう               | 伊藤史夫         | 成川多加志、もりやまゆうじ | 市川美帆 アミサキリョウコ |
| #07（13）        | Ultra Despair Girls             | 東出祐一郎       | 中村哲治 宮原拓也                | 福井洋平         | アミサキリョウコ、市川美帆 伊藤真由加、成川多加志 吉田徹、もりやまゆうじ 廣瀬智仁                                                                                   | 市川美帆 アミサキリョウコ |
| #08（15）        | Who Killed Cock Robin           | 森瀬繚           | 齋藤徳明                         | 南康宏           | アミサキリョウコ、市川美帆 伊藤真由加、成川多加志 吉田徹、もりやまゆうじ 廣瀬智仁                                                                                   | 市川美帆 アミサキリョウコ |
| #09（17）        | You are my reason to Die        | 三輪清宗         | 久行宏和                         | 木野目優         | 牛ノ濱由惟、松本純平 樋口博美、山崎浩平 伊藤真由加、廣瀬智仁 もりやまゆうじ、成川多加志                                                                             | 市川美帆 アミサキリョウコ |
| #10（19）        | Death, Destruction, Despair     | 海法紀光         | 鈴木行                           | 佐藤和磨         | 吉田徹、長谷川一生 もりやまゆうじ、成川多加志 | 市川美帆 アミサキリョウコ |
| #11（21）        | All good things                 | 森瀬繚           | 宮原拓也 中野涼子                | 金森勝           | もりやまゆうじ、樋口博美 廣瀬智仁、成川多加志 鎌倉宏也、藤井裕子 本田創一、牛ノ濱由惟 松本純平、山口夢仁                                                            | 市川美帆 アミサキリョウコ |
| #12（23）        | It is always darkest            | 海法紀光         | 大原実                           | 福井洋平         | もりやまゆうじ、石田千夏 吉田徹、成川多加志 本田創一、樋口博美 廣瀬智仁、山崎浩平 安形佳己、山口夢仁                                                                | 市川美帆 アミサキリョウコ |
| 絶望編（全11話） |                                 |                  |                                  |                  | |                           |
| #01（02）        | ただいま希望ヶ峰学園            | 小太刀右京       | 福岡大生                         | 木野目優         | 徳田夢之介、黒澤桂子 | 黒澤桂子                  |
| #02（04）        | したごころを君に                | 小太刀右京       | 中村哲治 福岡大生                | 新子太一         | 石井ゆみ子、室山祥子 鷲尾侑紀 | 黒澤桂子                  |
| #03（06）        | 全ての未来にさよならを          | 東出祐一郎       | 加瀬充子                         | 黒田晃一郎       | 渡邊一平太、今泉竜太 櫻井拓郎 | 黒澤桂子                  |
| #04（08）        | 狛枝凪斗の憂鬱と驚愕と消失      | 森瀬繚           | 野亦則行 宮原拓也 福岡大生       | 野亦則行         | 安形佳己、鎌田祐輔 石山大吉 | 黒澤桂子                  |
| #05（10）        | 終わりの始まり                  | 小太刀右京       | 政木伸一                         | 大河原崇         | 松本純平、樋口博美 樋上彩、金子美咲 | 黒澤桂子                  |
| #06（12）        | 絶望的に運命的な出会い          | 東出祐一郎       | 中野涼子                         | 中島大輔         | 田中穣、前田義宏 金子美咲、樋上あや 星野真澄 | 黒澤桂子                  |
| #07（14）        | 希望ヶ峰学園史上最大最悪の事件  | 小泉陽一朗       | 安藤正臣                         | 久保山英一       | 安形佳己、樋口博美 田中穣、金子美咲 松本純平、牛ノ濱由惟 廣瀬智仁(プロップ) 松本剛彦(アクション)                                                                    | 黒澤桂子                  |
| #08（16）        | 偶然にも最悪な再会              | 小太刀右京       | 阿久たすく                       | 野亦則行         | 安形佳己、樋上あや 松本恵、山縣クリカ 星野真澄、山田勝 前田義宏、黒澤桂子                                                                                           | -                         |
| #09（18）        | 雪染ちさは笑わない              | 小泉陽一朗       | 大原実                           | 小方健三         | 柳孝相、森出剛 粟井重紀、橋本純一 森出徹矢、代太淳彦 Yu Min-Zi、黒澤桂子                                                                                            | 黒澤桂子                  |
| #10（20）        | 君は希望という名の絶望に微笑む  | 小太刀右京       | 加瀬充子                         | 鎌田祐輔         | 安形佳己、田中穣 前田義宏、難波聖美 成川多加志、小沼克介 長谷川一生、永田陽菜 もりやまゆうじ、樋口博美 樋上あや、宮原拓也 河野のぞみ、山本由美子 松本剛彦、黒澤桂子 | 黒澤桂子                  |
| #11（22）        | さよなら希望ヶ峰学園            | 小太刀右京       | 鈴木吉男                         | 野亦則行         | 樋上あや、樋口博美 安形佳己、山田勝 星野真澄、山縣クリカ 前田義宏 松本剛彦(アクション)                                                                              | 黒澤桂子                  |
| 希望編（全1話）  |                                 |                  |                                  |                  | |                           |
| -（24）          | 希望の学園と絶望の高校生        | 海法紀光         | 鈴木行 木野目優 福岡大生         | 木野目優         | 黒澤桂子、アミサキリョウコ もりやまゆうじ、牛ノ濱由惟 前田義宏、樋上あや 樋口博美、廣瀬智仁 安形佳己、山口夢仁 市川美帆                                             | 黒澤桂子 アミサキリョウコ |

※公式ツイッターでは「第23話（未来編第12話）」といったように、総合的な話数をメインにカウントしている。

#### 放送局
| 放送期間                | 放送時間                     | 放送局   | 対象地域 | 備考                      |
| ----------------------- | ---------------------------- | -------- | -------- | ------------------------- |
| 2016年7月11日 - 9月26日 | 月曜 23:00 - 23:30           | TOKYO MX | 東京都   |                           |
|                         |                              | AT-X     | 日本全域 | CS放送 / リピート放送あり |
| 2016年7月12日 - 9月27日 | 火曜 0:30 - 1:00（月曜深夜） | BS11     | 日本全域 | BS放送 / 『ANIME+』枠     |

| 配信期間        | 配信時間        | 配信サイト         | 備考                                             |
| --------------- | --------------- | ------------------ | ------------------------------------------------ |
| 2016年7月12日 - | 火曜 12:00 更新 | dアニメストア      |                                                  |
| 2016年7月19日 - |                 | アニメ放題         |                                                  |
|                 |                 | バンダイチャンネル | 第1話は常時無料 / 見放題サービス会員は全話見放題 |
|                 |                 | U-NEXT             |                                                  |
|                 |                 | GYAO!              | 最新話限定で無料配信                             |
|                 |                 | 楽天ショウタイム   |                                                  |
|                 |                 | ビデオマーケット   |                                                  |

| 放送期間                | 放送時間                     | 放送局   | 対象地域 | 備考                      |
| ----------------------- | ---------------------------- | -------- | -------- | ------------------------- |
| 2016年7月14日 - 9月29日 | 木曜 23:30 - 金曜 0:00       | TOKYO MX | 東京都   |                           |
|                         |                              | AT-X     | 日本全域 | CS放送 / リピート放送あり |
| 2016年7月15日 -         | 金曜 0:30 - 1:00（木曜深夜） | BS11     | 日本全域 | BS放送 / 『ANIME+』枠     |

| 配信期間        | 配信時間        | 配信サイト         | 備考                                             |
| --------------- | --------------- | ------------------ | ------------------------------------------------ |
| 2016年7月15日 - | 金曜 12:00 更新 | dアニメストア      |                                                  |
| 2016年7月22日 - |                 | アニメ放題         |                                                  |
|                 |                 | バンダイチャンネル | 第1話は常時無料 / 見放題サービス会員は全話見放題 |
|                 |                 | U-NEXT             |                                                  |
|                 |                 | GYAO!              | 最新話限定で無料配信                             |
|                 |                 | 楽天ショウタイム   |                                                  |
|                 |                 | ビデオマーケット   |                                                  |

#### BD / DVD
| 巻 | 発売日         | 収録話          | 収録話          | 規格品番  |
| 巻 | 発売日         | 未来編          | 絶望編          | 規格品番  |
| -- | -------------- | --------------- | --------------- | --------- |
| 1  | 2016年9月28日  | 第1話 - 第3話   | 第1話 - 第3話   | GNXA-1851 |
| 2  | 2016年10月27日 | 第4話 - 第6話   | 第4話 - 第6話   | GNXA-1852 |
| 3  | 2016年11月25日 | 第7話 - 第9話   | 第7話 - 第9話   | GNXA-1853 |
| 4  | 2016年12月21日 | 第10話 - 第12話 | 第10話 - 第12話 | GNXA-1854 |

| 巻 | 発売日         | 収録話          | 規格品番  | 規格品番  |
| 巻 | 発売日         | 収録話          | 未来編    | 絶望編    |
| -- | -------------- | --------------- | --------- | --------- |
| 1  | 2016年9月28日  | 第1話 - 第2話   | GNBA-2501 | GNBA-2601 |
| 2  | 2016年10月27日 | 第3話 - 第4話   | GNBA-2502 | GNBA-2602 |
| 3  | 2016年11月25日 | 第5話 - 第6話   | GNBA-2503 | GNBA-2603 |
| 4  | 2016年12月21日 | 第7話 - 第8話   | GNBA-2504 | GNBA-2604 |
| 5  | 2017年1月25日  | 第9話 - 第10話  | GNBA-2505 | GNBA-2605 |
| 6  | 2017年2月22日  | 第11話 - 第12話 | GNBA-2506 | GNBA-2606 |

#### 映像特典
『モノクマ劇場』は、Blu-ray BOX収録映像特典。
劇中歌「希望の部屋テーマソング」（第2話）
作曲・編曲 - 森慎太郎 / 歌 - 澪田唯吹（小清水亜美）
| 収録巻          | サブタイトル                       | 監督           | 脚本   | 絵コンテ・演出 | 作画                                    | 制作                 |
| --------------- | ---------------------------------- | -------------- | ------ | -------------- | --------------------------------------- | -------------------- |
| Blu-ray BOX II  | モノクマ劇場〜未来ザップのすすめ〜 | 森井ケンシロウ | 世楽緑 | 藤森蒼         | 藤森蒼、暇木けい 雛田ゆいち、かけひなな | ダブトゥーンスタジオ |
| Blu-ray BOX III | モノクマ劇場〜希望の部屋〜         | 森井ケンシロウ | 世楽緑 | 藤森蒼         | 藤森蒼、暇木けい 雛田ゆいち             | ダブトゥーンスタジオ |
| Blu-ray BOX IV  | モノクマ劇場〜有限会社未来機関〜   | -              | 世楽緑 | -              | -                                       | ナゲット             |

#### 特典ゲーム
『霧切草』は、Blu-ray BOX IIIに収録のPCゲームサウンドノベル。対応機種はPC。対応OSは日本語版 Microsoft Windows 7/8/8.1/10。シナリオは北山猛邦。『弟切草』のオマージュになっている。

#### ドラマCD
Blu-ray BOX収録音声特典。
- ドラマCD1「黄桜公一の分身」（Blu-ray I 収録）
- ドラマCD2「黄桜公一の出立」（Blu-ray III 収録）

#### 逸話
- 本編放送に先駆けて「ダンガンロンパ3－The End of希望ヶ峰学園－〜W放送直前！未来編/絶望編導入ファイル〜」という特別番組が放送された。
- 「ダンガンロンパ THE STAGE」で苗木誠を演じた本郷奏多が声優として未来編・絶望編に参加、江ノ島盾子を演じた神田沙也加がボーカルをつとめ舞台のテーマソングを担当していた音楽ユニット「TRUSTRICK」が未来編のOPとED（OPは黒崎真音とのコラボ）に参加。特番のナレーションを不二咲千尋役の石田晴香が担当するなど、舞台版からの参加者も多い。

#### 漫画
ダンガンロンパ害伝 キラーキラー
漫画：笹古みとも、原作：スパイク・チュンソフト、シナリオ：小高和剛／小泉陽一朗
「未来編」直前の世界を舞台とした作品。『別冊少年マガジン』（講談社）にて、2016年4月号から2017年5月号まで連載。未来機関捜査官の麻野美咲と聖原拓実の二人が猟奇殺人事件を追う。「キラーキラー」というタイトルで発表されていたが、2016年6月号にて正式タイトルが『ダンガンロンパ害伝 キラーキラー』であることと、公式スピンオフであることが明かされた。アニメ『ダンガンロンパ3-The End of 希望ヶ峰学園-』と表裏一体となるようにシナリオライターの小高が書き下ろしたオリジナルストーリーとなっている。
- スパイク・チュンソフト（原作）・笹古みとも（漫画）・小高和剛（シナリオ）・小泉陽一朗（シナリオ）『ダンガンロンパ害伝 キラーキラー』講談社〈KCデラックス 週刊少年マガジン〉、全3巻
  1. 2016年7月8日発売、ISBN 978-4-06-395701-3
  2. 2016年11月9日発売、ISBN 978-4-06-393103-7
  3. 2017年5月9日発売、ISBN 978-4-06-393202-7

ダンガンロンパ3 The End of 希望ヶ峰学園 未来編/絶望編 電撃コミックアンソロジー
KADOKAWAのアンソロジーコミック。
- 2016年9月10日発売、ISBN 978-4-04-892269-2

#### Webラジオ
『ダンガンラジオ-The End of 希望ヶ峰学園-』のタイトルで音泉にて配信された。『未来編』は2016年9月5日から同月26日まで毎週月曜日に、『絶望編』は9月8日から同月22日まで毎週木曜日に、『希望編』は9月29日に更新された。パーソナリティはいずれも緒方恵美（苗木誠、狛枝凪斗 役）が務める。

#### 体感型ゲーム
以下2作の題名の一部『THE MYSTERY MAZE』はあそびファクトリーが関係する「ダンガンロンパシリーズ」の謎解きゲームを実施する時に使用するブランド名である。
『ダンガンロンパ3 THE MYSTERY MAZE 絶望編 絶対絶命絶望希望ロワイヤル』 のタイトルであそびファクトリーが主催・企画製作した。東京ではJ-SQUARE SHINAGAWAを会場に2016年9月17日 - 19日・11月12日 - 13日、大阪では難波御堂筋ホールを会場に10月22日 - 23日・10月29日 - 30日、名古屋では東別院ホールを会場に11月12日 - 13日にかけて行われた。渋谷公演としてなぞともカフェ渋谷店を会場に2017年3月31日 - 4月2日・4月7日 - 4月9日・4月14日 - 4月16日にも行われた。
謎解きを目的とした催しで、才能がないが希望ヶ峰学園の予備学科の生徒として、失敗すれば「ミナゴロシ」となる拒否権のない「試験」を何者かにより強要されることになったという設定のもとに参加する形になっている。声の出演は高山みなみ（日向創役）、豊口めぐみ（江ノ島盾子 / 戦刃むくろ役）、TARAKO（モノクマ役）。
なお、『ニューダンガンロンパV3 THE MYSTERY MAZE 超絶対絶命絶望希望 ロワイヤルZ』という体感型ゲームも開催されているが、そちらはニューダンガンロンパV3の体感型ゲームである。
『ダンガンロンパ3 THE MYSTERY MAZE 未来編 絶望遊園地からの脱出』のタイトルでダンガンロンパ3 THE MYSTERY MAZE　未来編 イベント実行委員会が主催し東京ジョイポリスおよびあそびファクトリーの協力で製作した。東京ジョイポリスを会場に2016年10月8日 - 10日・10月15日 - 16日・10月22日 - 23日・29日 - 30日・11月3日・11月5日 - 6日にかけて行われた。
謎解きを目的とした催しで、人類史上最大最悪の絶望的事件の後に、絶望の一派によって建造され江ノ島盾子の死亡後に放棄されたコロシアイテーマパークへと未来機関の一員として調査に派遣されたという設定のもとに参加する形になっている。声の出演はTARAKO（モノクマ役）。

#### 舞台
『ダンガンロンパ3 THE STAGE2018〜The End of 希望ヶ峰学園〜』のタイトルで上演。
- 2018年7月20日 - 23日、サンシャイン劇場
- 2018年7月27日 - 29日、森ノ宮ピロティホール
- 2018年8月3日 - 13日、ヒューリックホール東京

キャスト
- 苗木誠 - 西銘駿
- 霧切響子 - 岡本夏美
- 朝日奈葵 - 飯田里穂 / 工藤紬[注 14] ※ダブルキャスト
- 十六夜惣之助 - 神永圭佑
- 逆蔵十三 - 鮎川太陽
- 御手洗亮太 - 木津つばさ
- 月光ヶ原美彩 - 三秋里歩
- 安藤流流歌 - 山下まみ / 石田安奈 ※ダブルキャスト
- 忌村静子 - 永島聖羅 / 船岡咲 ※ダブルキャスト
- 雪染ちさ - 七海 / 高橋りな ※ダブルキャスト
- 万代大作 - 一徹（トリテン）
- グレート・ゴズ - 大久保圭介
- 黄桜公一 - 永山たかし / 玉木健仁 ※ダブルキャスト
- 天願和夫 - 竹若元博（バッファロー吾郎）
- 塔和モナカ - 市川美織
- 十神白夜 - 中村優一（映像出演）
- モノクマ - TARAKO（声の出演）
- 月光ヶ原美彩（モノミ） - 貴家堂子（声の出演）
- 宗方京助 - 仲田博喜
- 江ノ島盾子 - 神田沙也加（映像出演）

アンサンブル
Akari、大隅あずさ、大野愛、北浦真子、KOH、ココナ、高見彩己子、寺内巴、遠山結子、永井理沙、馬場美代子、牧内美空
スタッフ
- エグゼクティブプロデューサー：吉田正大（beachwalkers.）/染谷誓一（ぴあ）
- 総合プロデューサー：堀江邦幸（CORNFLAKES）/西田知佳（ぴあ）
- 脚本・演出：西森英行（Innocent Sphere）
- 振付：松田鼓童（nts）
- 音楽：高田雅史（サウンドプレステージ）
- 制作：CORNFLAKES
- 後援：beachwalkers./TOKYO MX
- 原作・監修：SPIKE CHUNSOFT
- 主催：希望ヶ峰学園演劇部

### スーパーダンガンロンパ2.5 狛枝凪斗と世界の破壊者
『ニューダンガンロンパV3 みんなのコロシアイ新学期』に付属される数量限定の『ニューダンガンロンパV3みんなのコロシアイ新学期超高校級の限定BOX』の内の一つでありオリジナルストーリーが描かれるアニメーション作品。狛枝凪斗を主人公とした希望編の前日譚となるエピソード。
- シナリオ原案・総指揮 - 小高和剛
- キャラクターデザイン -  森田和明
- サブキャラクターデザイン - 黒澤桂子
- プロップデザイン -  松本恵
- シナリオ - 海法紀光
- 絵コンテ - 中野涼子、福岡大生
- 監督・演出 - 野亦則行
- 作画監督 - 市川美帆、廣瀬智仁、星野真澄、アミサキリョウコ、もりやまゆうじ、黒澤桂子、樋上あや、齋藤千恵、松本剛彦

他、ダンガンロンパ3とスタッフ同様。